# Heinrich VII. (HRR)

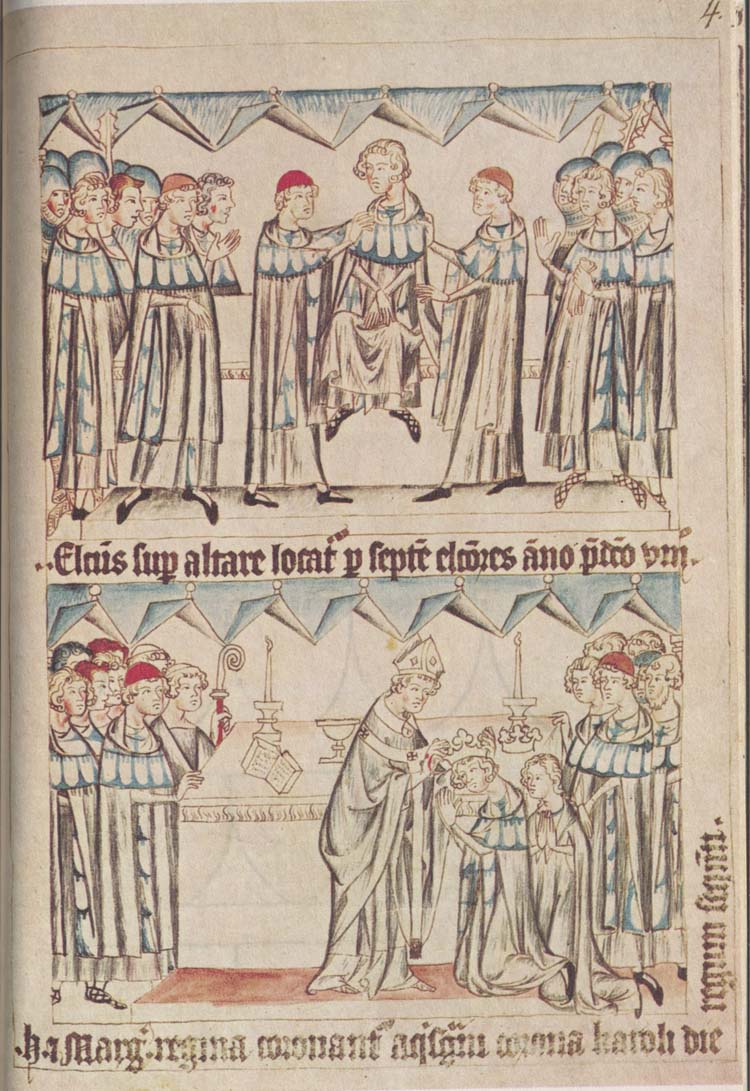
Codex Balduini Trevirensis: Heinrich VII. wird nach der Königswahl von den sieben Kurfürsten auf den Altar gesetzt (oben) und Krönung Heinrichs und seiner Ehefrau Margarete von Brabant am 6. Januar 1309 in Aachen (unten). Bilderchronik des Kurfürsten Balduin von Trier, Trier um 1340. (Landeshauptarchiv Koblenz, Bestand 1 C Nr. 1, Abb. 4b.)

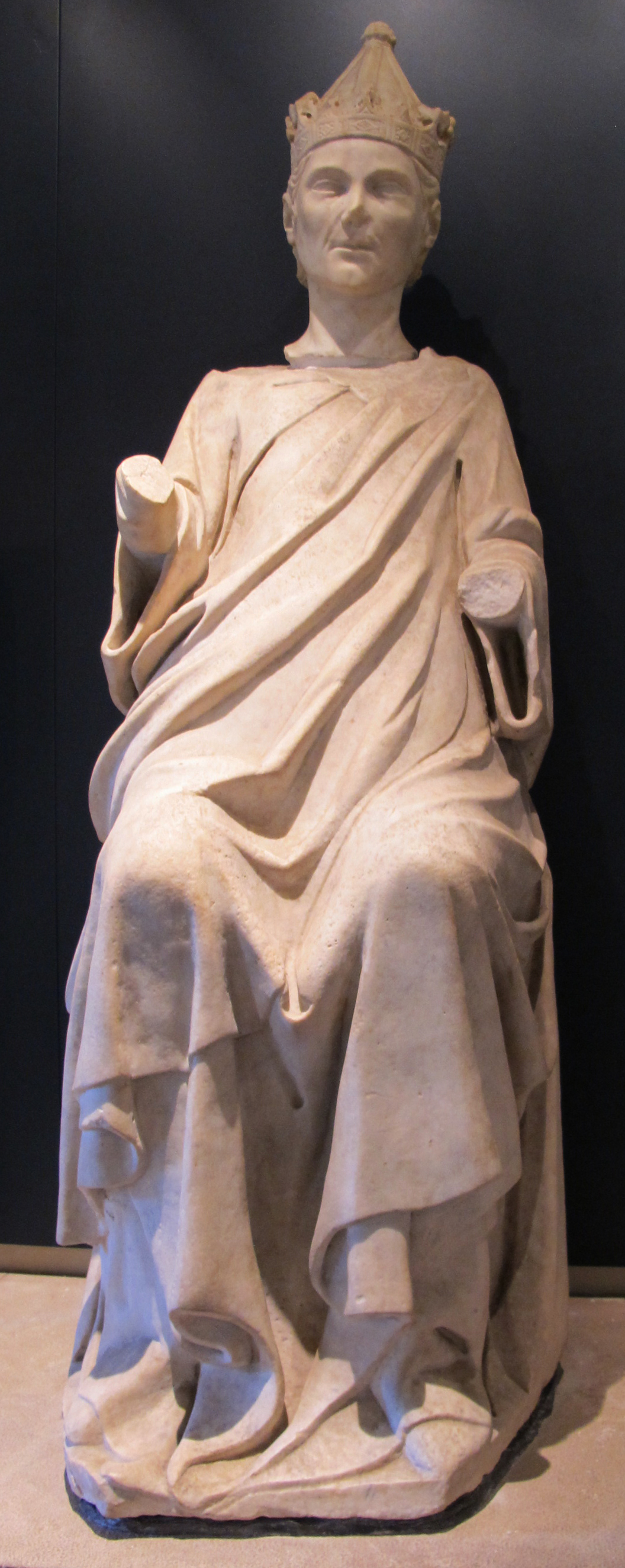
Statue des Kaisers von seinem ehemaligen Grabmal im Dom zu Pisa von Tino di Camaino, 1313, jetzt Museo dell’Opera del Duomo

Heinrich VII. (* 1278/79 in Valenciennes; † 24. August 1313 in Buonconvento bei Siena) entstammte dem Haus Limburg-Luxemburg und war Graf von Luxemburg und Laroche sowie Markgraf von Arlon. Er war von 1308 bis 1313 römisch-deutscher König und ab dem 29. Juni 1312 römisch-deutscher Kaiser. Heinrich war der erste der insgesamt drei Kaiser des Heiligen Römischen Reiches aus dem Hause Luxemburg.
In der Regierungszeit Heinrichs VII. gelangte das Haus Luxemburg in den Besitz des Königreichs Böhmen, was das Fundament für die später bedeutende Hausmacht der Luxemburger im Reich legte. Im deutschen Reichsteil betrieb Heinrich eine konsensorientierte und erfolgreiche Politik. Im Herbst 1310 unternahm er einen Italienzug, um sich die Kaiserkrone zu sichern. Heinrich VII. war der erste römisch-deutsche König nach dem Staufer Friedrich II., der auch zum Kaiser gekrönt wurde. Seine schon als König begonnene energische Arbeit zur Erneuerung der kaiserlichen Herrschaft führte bald zum Konflikt mit guelfischen Kräften in Italien und mit dem König von Neapel(-Sizilien) Robert von Anjou. In dieser Auseinandersetzung ergriff Papst Clemens V., der zunächst mit Heinrich kooperiert hatte, schließlich Partei für die Guelfen. Heinrichs auf Ausgleich zwischen den verfeindeten Gruppen in Reichsitalien zielende Politik scheiterte vor allem an den Widerständen der Beteiligten, die sich eine Politik jeweils zu ihren Gunsten erhofft hatten. Heinrich hatte bis zu seiner Königswahl gute Beziehungen zum Königshof von Paris unterhalten, doch verschlechterten sich diese aufgrund seiner Politik im westlichen Grenzraum, wo er verlorene Reichsrechte einforderte. Damit geriet Heinrich in Konflikt mit dem mächtigen französischen König Philipp IV.
Das Kaisertum hatte während des Interregnums und auch in den Jahrzehnten danach kontinuierlich an Einfluss verloren. Heinrichs Politik zielte auf die Wiederherstellung kaiserlicher Rechte vor allem in Reichsitalien und im westlichen Grenzraum des Imperiums ab. Er betonte die besondere Rolle des Kaisertums im Sinne der traditionellen mittelalterlichen Reichsidee. Die von Heinrich betriebene Renovatio Imperii sorgte dafür, dass das Kaisertum wieder als europäischer Machtfaktor wahrgenommen wurde. Nach Heinrichs Tod verlor die universale Kaiseridee in der Folgezeit jedoch wieder zunehmend an Bedeutung.
Während der Kaiser in der älteren Forschung oft eher als Träumer oder Phantast angesehen wurde, werden in der neueren Forschung seine Anknüpfung an geläufige kaiserlich-universale Vorstellungen sowie sein durchaus von realpolitischen Motiven geleitetes Handeln betont.

## Leben

### Heinrichs Grafenzeit
Heinrich VII. wurde in Valenciennes als Sohn des Grafen Heinrich VI. von Luxemburg und der Beatrix von Avesnes geboren. Sein genaues Geburtsjahr ist unbekannt, in der neueren Forschung wird jedoch sehr oft für 1278/79 plädiert. Heinrich VII. hatte zwei jüngere Brüder, Balduin und Walram. Über die frühen Jahre ist wenig bekannt. Graf Heinrich VI. fiel bereits 1288 in der Schlacht von Worringen, so dass sich bis zu Heinrichs Volljährigkeit seine Mutter Beatrix um ihn und die Verwaltung Luxemburgs kümmerte.
1292 heiratete Heinrich Margarete von Brabant, womit die Feindschaft zwischen beiden Häusern, die noch aus der Schlacht von Worringen resultierte, beigelegt wurde. Heinrich und Margarete hatten drei Kinder: den Sohn Johann von Luxemburg (1296–1346) und zwei Töchter, Maria (1304–1324) und Beatrix (1305–1319). Die äußere Erscheinung Heinrichs beschrieb Albertino Mussato, der Heinrich verschiedentlich persönlich gesehen hatte, als mittelgroßen, eher mageren Mann, mit rötlichen Haaren und rötlicher Hautfarbe. Als Besonderheit erwähnte er ein Schielen des linken Auges.
Heinrichs Muttersprache war, wie mehrfach in den Quellen belegt, das Französische, und er war nach dem französischen Ritterideal erzogen worden. Zudem unterhielt er als Graf gute Beziehungen zum Hof von Paris, wo er sich wohl auch einige Zeit aufhielt. Seit 1294 regierte Heinrich eigenständig. Im November 1294 leistete er dem französischen König Philipp IV. einen Lehnseid und erhielt zum Ausgleich eine „Lehnsrente“ ausgezahlt. Eine Doppelvasallität zwei Herren gegenüber, wie in diesem Fall gegenüber dem römisch-deutschen König und dem französischen König, war im westlichen Grenzraum des Reiches keineswegs ungewöhnlich.
Heinrich betrieb als Graf in der Folgezeit stets eine unabhängige, auf den eigenen Vorteil bedachte Politik und konnte einige Erfolge verbuchen. Aus dem französisch-deutsch/englischen Krieg 1294–1297 hielt er sich, obwohl für Kriegsdienste auf Seiten Frankreichs bezahlt, weitgehend heraus. Er konnte sogar Gewinne erzielen, indem er gegen Heinrich von Bar vorging, einen in englischen Diensten stehenden Gegner der Luxemburger. Im Waffenstillstand von 1297 erscheint Heinrich als erster Verbündeter Frankreichs. Er genoss einiges Ansehen. Seine Grafschaft galt als gut verwaltet und er betrieb eine umsichtige Territorialpolitik. Konflikte mit dem Grafen von Bar und der Stadt Trier konnten schließlich beigelegt werden, die Bürger der Stadt Verdun hatten sich 1293/94 sogar dem Schutz des jungen Grafen von Luxemburg unterstellt. Sein Charakter wurde unter anderem vom eher guelfisch (anti-kaiserlich) gesinnten Chronisten Giovanni Villani sehr gelobt. Wiederholt wird in den Quellen auch die Frömmigkeit Heinrichs und seiner Ehefrau Margarete herausgestellt.
Heinrich nahm im November 1305 an der Krönung Papst Clemens’ V. teil. Dank seiner guten Beziehungen wurde sein Bruder Balduin in jungen Jahren 1307/1308 Erzbischof von Trier. Aufgrund der maroden Finanzlage des Bistums Trier stellte Heinrich zudem einen Kredit in Höhe von 40.000 Turnosen zur Verfügung. Anfang Mai 1308 schloss Heinrich in Nivelles mit mehreren niederrheinischen Fürsten ein gegenseitiges Schutz- und Trutzbündnis.

### Königswahl von 1308

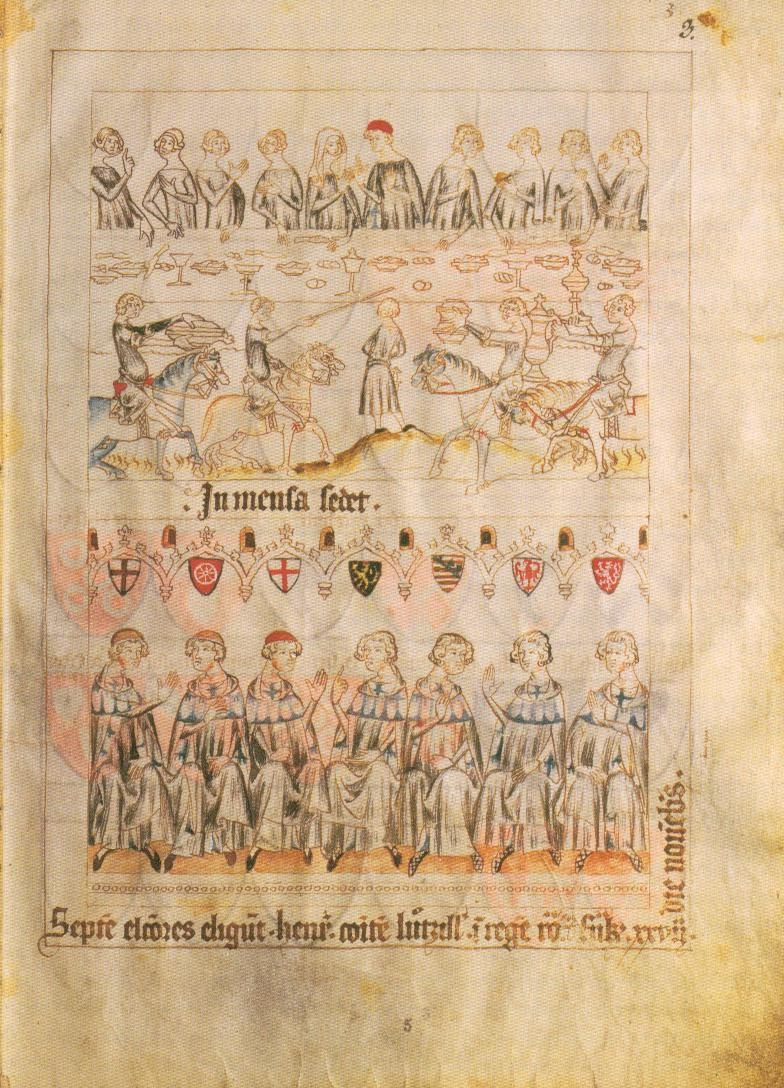
Codex Balduini Trevirensis: Die Kurfürsten wählen Graf Heinrich von Luxemburg zum König. Die Kurfürsten, durch die Wappen über ihren Köpfen kenntlich, sind, von links nach rechts, die Erzbischöfe von Köln, Mainz und Trier, der Pfalzgraf bei Rhein, der Herzog von Sachsen, der Markgraf von Brandenburg und der König von Böhmen (letzterer nahm an der Wahl jedoch nicht teil). (Landeshauptarchiv Koblenz, Bestand 1 C Nr. 1 fol. 3b)

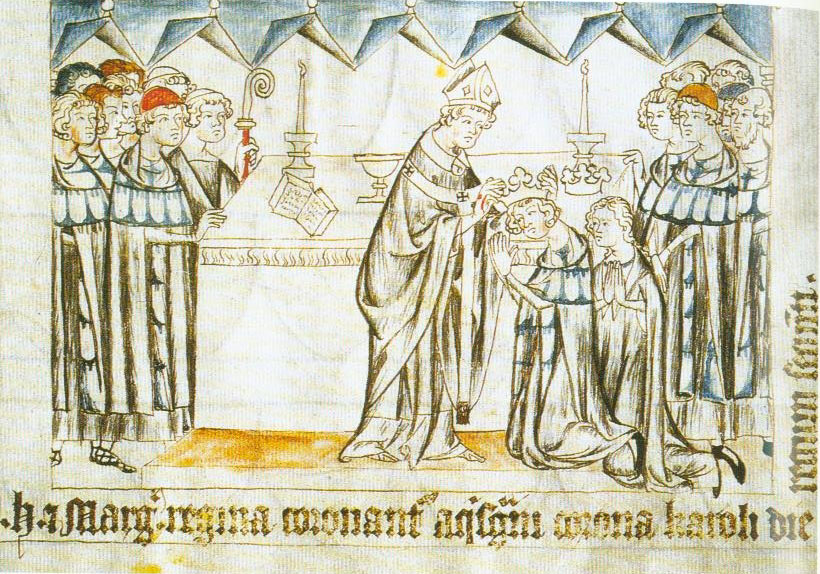
Aachener Krönung Heinrichs VII. und Margaretes von Brabant am 6. Januar 1309, Bilderchronik des Kurfürsten Balduin von Trier, Trier um 1340, (Landeshauptarchiv Koblenz, Bestand 1C Nr. 1)

Nach der Ermordung König Albrechts am 1. Mai 1308, einer Tat mit rein persönlichen Motiven, mussten die Kurfürsten einen neuen König wählen. Die sieben Kurfürsten, die inzwischen ein exklusives Königswahlrecht hatten, waren zum damaligen Zeitpunkt:
- der Erzbischof von Köln, Heinrich II. von Virneburg;
- der Erzbischof von Mainz, Peter von Aspelt;
- der Erzbischof von Trier, Balduin von Luxemburg;
- der Pfalzgraf bei Rhein, Rudolf I. (der Stammler);
- der Herzog von Sachsen, Rudolf I. von Sachsen;
- der Markgraf von Brandenburg, Waldemar von Brandenburg;
- der König von Böhmen, Heinrich von Kärnten.

An der Wahl Ende 1308 nahmen außer Heinrich von Kärnten, der in Böhmen nicht unangefochten herrschte, alle Kurfürsten teil. Zur Wahl standen mehrere Kandidaten. In Frage wären die Söhne Albrechts gekommen, doch das Verhältnis der Habsburger zu den Kurfürsten und speziell den vier rheinischen Kurfürsten war sehr angespannt. Eine dynastische Nachfolge war zudem kaum im Interesse der Wähler, die ein zu starkes Königtum, das ihre Vorrechte beschnitt, möglichst verhindern wollten. Mit Karl von Valois, dem jüngeren Bruder Philipps IV., bot sich sogar ein Thronkandidat aus dem französischen Königshaus an. Der französische Wahlvorstoß war keineswegs aussichtslos, da vor allem Heinrich von Virneburg eng an Frankreich gebunden war. Papst Clemens V. hingegen unterstützte dies nicht bedingungslos; vielmehr scheint er gehofft zu haben, dass ein neuer römisch-deutscher König den Papst von der zunehmenden französischen Einflussnahme entlasten könnte. Clemens V. stand aufgrund des Templerprozesses massiv unter Druck. Philipp IV. forderte zudem, dass auch ein Prozess gegen das Andenken von Papst Bonifatius VIII. eröffnet werden sollte, der nur wenige Jahre zuvor einen schweren Konflikt mit Paris ausgetragen hatte.
Heinrich VII. hatte eventuell schon kurz nach dem Tod Albrechts mit dem Gedanken einer Kandidatur gespielt, doch bleibt dies unsicher. Im Spätherbst 1308 trat er jedenfalls als Bewerber auf und konnte sich schließlich durchsetzen. Der Kölner Erzbischof, der neben seiner eigenen Wahlstimme auch indirekt die Stimmabgabe Sachsens und Brandenburgs bestimmte, wurde durch große Zugeständnisse gewonnen. Die Wahl des Luxemburgers war wohl dem Wunsch der Kurfürsten geschuldet, einen fähigen, nicht allzu starken König zu wählen. Ein französischer Thronkandidat hätte den Kurfürsten wohl mehr Probleme bereiten können, zumal die französische Expansionspolitik im Westen des Reiches dann noch zugenommen hätte. Zuletzt gaben auch die geschickten Wahlverhandlungen und die üblichen begleitenden Wahlversprechen den Ausschlag für Heinrich. Eine große Bedeutung bei der Wahl von 1308 kam neben Peter von Aspelt, einem Unterstützer der Luxemburger, Heinrichs Bruder Balduin zu. Balduin sollte in der weiteren Politik der ersten Hälfte des 14. Jahrhunderts noch eine bedeutende Rolle spielen. Am 27. November 1308 wurde Heinrich in Frankfurt am Main von den sechs anwesenden Kurfürsten gewählt, am 6. Januar 1309 wurde er zusammen mit seiner Frau Margarete in der Kaiserstadt Aachen gekrönt. Die Wahl wurde ohne Bitte um Approbation Papst Clemens V. angezeigt.
Heinrich führte als König die Ordnungszahl VII., womit der Staufer Heinrich (VII.) übergangen wurde. Vermutlich wurde der Staufer nicht gezählt, da er nicht völlig selbstständig regiert hatte und im Gedächtnis der Kurfürsten keine Rolle mehr spielte.

### Politisches Handeln in Deutschland
Heinrich VII. sah sich beim Regierungsantritt mit einigen Problemen im Reich konfrontiert. Das Königtum hatte in der Regierungszeit seiner beiden Vorgänger, Adolf von Nassau und Albrecht I., im Konflikt mit mehreren Fürsten gelegen, denen die Hausmachtpolitik beider Könige speziell in Mitteldeutschland missfiel. Albrecht hatte sich im Gegensatz zu Adolf von Nassau gegenüber den Kurfürsten behaupten können, doch schadeten die anhaltenden Spannungen dem Ansehen des Königs und behinderten außerdem eine effektive Herrschaftsausübung. Heinrich wählte einen Neuanfang und verständigte sich frühzeitig vor allem mit den Habsburgern, die bei der Wahl 1308 unberücksichtigt geblieben waren.
Heinrich bestätigte im Juni 1309 die Rechte der neuen Eidgenossenschaft (Uri, Schwyz und Unterwalden), welche ihre Mitglieder als direkte Untertanen des Königs auswiesen, was Heinrich eine gewisse Einflussmöglichkeit in diesem Raum verschaffte. Vergeblich war allerdings Heinrichs Versuch, den Gotthardpass als neues reichsunmittelbares Gebiet zu deklarieren, um die wichtige Südverbindung besser unter Kontrolle zu haben. Er sorgte aber in dieser Region für ruhige Verhältnisse, wobei er in einem Raum eingriff, in dem auch die Habsburger Interessen verfolgten. Das Verhältnis zwischen dem König und den Habsburgern blieb zunächst offen: Heinrich konnte sich nicht sicher sein, wie sich die Habsburger verhalten würden; umgekehrt fürchteten die Habsburger wohl um die Bestätigung ihrer Herrschaftsrechte durch den neuen König. Während des Hoftags in Speyer im August/September 1309, auf dem auch die Habsburger vertreten waren, ließ Heinrich die Leichname seiner beiden Vorgänger dort mit einigem Aufwand ehrenvoll und feierlich neu bestatten, was eine große symbolische Bedeutung hatte. Die folgenden Verhandlungen mit den Habsburgern verliefen zunächst angespannt, doch wurde recht bald eine Übereinkunft getroffen. Am 17. September 1309 bestätigte Heinrich die Rechte der Habsburger und verurteilte im Anschluss die Mörder Albrechts, denen „Ehre und Recht“ genommen wurde. Die Habsburger gaben ihre noch bestehenden Ansprüche auf das Königreich Böhmen auf und stellten Heinrich Truppen sowie ein Darlehen zur Verfügung; als Gegenleistung erhielten sie die Markgrafschaft Mähren als Pfand. Damit war eine für beide Seiten befriedigende Vereinbarung erzielt. Die Habsburger unterstützten in der folgenden Zeit die Politik Heinrichs, was einen Erfolg für den neuen König darstellte.
Heinrich kooperierte auch mit den anderen Großen des Reiches, wie den Wittelsbachern, die sich später mit Truppen am Romzug beteiligten. Die Bedeutung des Konsenses zwischen dem König und den Großen im Rahmen mittelalterlicher Herrschaft wird in der neueren Forschung verstärkt betont; man spricht von „konsensualer Herrschaft“. Das verbliebene Reichsgut, das während des Interregnums reduziert worden war, wurde geordnet. Problematisch blieb die angespannte Finanzlage des Königtums, da die Einnahmen vergleichsweise gering waren. Im Sommer 1310 wurde ein Landfrieden für das Oberrheingebiet verkündet.
Heinrichs effektive Königsherrschaft beschränkte sich, wie seine Reisewege im Reich (Itinerar) verdeutlichen, im Wesentlichen auf den Süden des Reiches; darauf bzw. auf die Oberrheinregion (die sogenannten „königsnahen“ Landschaften) beschränkte er auch den üblichen Königsumritt und seine folgenden Aufenthalte bis in den Herbst 1310. Der norddeutsche Raum hingegen stellte bereits seit der späten Stauferzeit ein Gebiet dar, in dem das Königtum nicht mehr effektiv eingreifen konnte („königsferne“ Gebiete). Heinrich hielt in Speyer (August/September 1309 und Anfang September 1310) und in Frankfurt am Main (im Juli 1310) Hoftage ab. Diese dienten neben der Vorbereitung des schon frühzeitig geplanten Romzugs auch der Ordnung der politischen Verhältnisse im deutschen Reichsteil, wo es zu keinen bedrohlichen Konflikten mehr kam. Heinrich VII. unterstützte den Niederschwäbischen Städtebund in dessen Auseinandersetzung mit dem Grafen Eberhard von Württemberg, der eine aggressive Territorialpolitik betrieb; gegen Eberhard wurde im Spätsommer 1310 der Reichskrieg erklärt, der sich noch bis ins Jahr 1316 hinzog. Ansonsten war die Königsherrschaft Heinrichs VII. unangefochten.
Die Leitung der königlichen Kanzlei, in der vor allem während des Italienzugs einige rhetorisch recht beeindruckende Verlautbarungen angefertigt wurden, oblag Heinrich von Villers-Bettnach, Bischof von Trient. In der Kanzlei fungierten als Notare unter anderem Simon von Marville und Heinrich von Geldonia; im Verlauf des Romzugs kamen auch Italiener hinzu, darunter Bernhard von Mercato. Aufgrund der nur kurzen Regierungszeit Heinrichs und der problematischen Überlieferungslage lässt sich das Hofleben nur skizzenhaft rekonstruieren. Es war offenbar von der französischen Hofkultur geprägt, wie auch mehrere Personen aus dem romanischen Westen des Reiches zum engeren Umfeld Heinrichs gehörten, so z. B. Graf Heinrich von Flandern und dessen Bruder Guido von Namur, beide Verwandte des Königs, oder Bischof Theobald von Lüttich, der während der Straßenkämpfe in Rom 1312 getötet wurde.
In die Streitigkeiten der Wettiner um die Markgrafschaft Meißen und die Landgrafschaft Thüringen mischte sich Heinrich im Unterschied zu seinen Vorgängern Adolf von Nassau und Albrecht zunächst nicht ein, hielt aber grundsätzlich an der Auffassung fest, dass beide Territorien nun der Verfügungsgewalt der Krone unterstanden. Das Verhältnis zwischen Friedrich dem Freidigen und Heinrich blieb bis Ende 1310 ungeklärt; vor allem gewährte Heinrich dem Wettiner längere Zeit nicht die gewünschten Ansprüche. Erst im Dezember 1310, als er sich bereits in Italien aufhielt, verzichtete der König auf seinen Anspruch hinsichtlich Thüringen und Meißen, mit denen nun Friedrich belehnt wurde. Als Gegenleistung erhielt Heinrich die Unterstützung der Wettiner hinsichtlich der luxemburgischen Ansprüche in Böhmen.

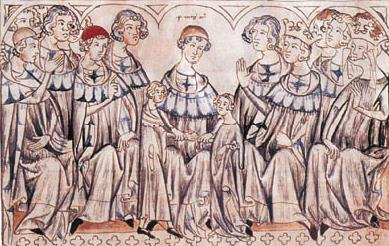
Codex Balduini Trevirensis: Heirat von Heinrichs Sohn Johann mit Elisabeth von Böhmen

In Böhmen herrschten seit dem Aussterben der Přemysliden in männlicher Linie im Jahr 1306 unruhige Verhältnisse. Heinrich von Kärnten, seit 1307 König von Böhmen, hatte sich durch seine Politik recht unbeliebt gemacht, sogar ein Bürgerkrieg schien zu drohen. Einflussreiche oppositionelle böhmische Kreise hatten daher bereits im August 1309 Kontakt zu Heinrich VII. aufgenommen, der sich zu diesem Zeitpunkt in Heilbronn aufhielt. Ob bereits damals ein luxemburgischer Thronkandidat erwogen wurde, bleibt aufgrund der Quellenlage letztendlich zwar offen, doch ist es angesichts der späteren Entwicklung wahrscheinlich. Im Juli 1310 wurden jedenfalls erneut Gespräche aufgenommen, um Heinrich zum Eingreifen zu bewegen. Heinrich ergriff nun diese Gelegenheit, da Böhmen zu den bedeutendsten Reichsterritorien zählte und eine machtpolitische Perspektive für das Haus Luxemburg bot. Zunächst erhoffte sich Heinrich die Krone Böhmens wohl für seinen zweiten Bruder Walram, dies stieß jedoch eher auf Ablehnung. Es kam bald darauf zu einer Einigung zwischen Heinrich und den böhmischen Gegnern Heinrichs von Kärnten; letzterer wurde für abgesetzt erklärt. Am 30. August 1310 belehnte Heinrich VII. seinen 14 Jahre alten Sohn Johann mit Böhmen. Am selben Tag heiratete Johann in Speyer Elisabeth, die Schwester des letzten anerkannten Böhmenkönigs, womit der luxemburgische Anspruch zusätzlich legitimiert wurde. Johann begab sich bald darauf nach Böhmen, wo er sich rasch durchsetzen konnte. Heinrich von Kärnten wurde bereits Ende 1310 aus Prag vertrieben. Er zog sich in seine Erbländer zurück und spielte in der Folgezeit keine entscheidende Rolle mehr, wenngleich er bei der Doppelwahl 1314 noch einmal die böhmische Stimme für sich beanspruchte und für den Habsburger Friedrich stimmte.
Der Erwerb Böhmens war der größte Erfolg von Heinrichs Politik im deutschen Reichsteil. Damit waren die Grafen von Luxemburg, Territorialherren eher zweiten Ranges im Linksrheinischen, in den Besitz der erblichen Königskrone eines reichen Territoriums gelangt. Böhmen sollte zum Eckpfeiler der luxemburgischen Hausmacht werden, die in den folgenden Jahren noch erheblich ausgebaut wurde. Heinrich selbst unternahm diesbezüglich nichts, da der Italienzug unmittelbar bevorstand. Das weitere Vorgehen lag nun in der Hand Johanns, der während des Romzugs als königlicher Vikar im deutschen Reichsteil fungieren sollte.

### Frankreichpolitik

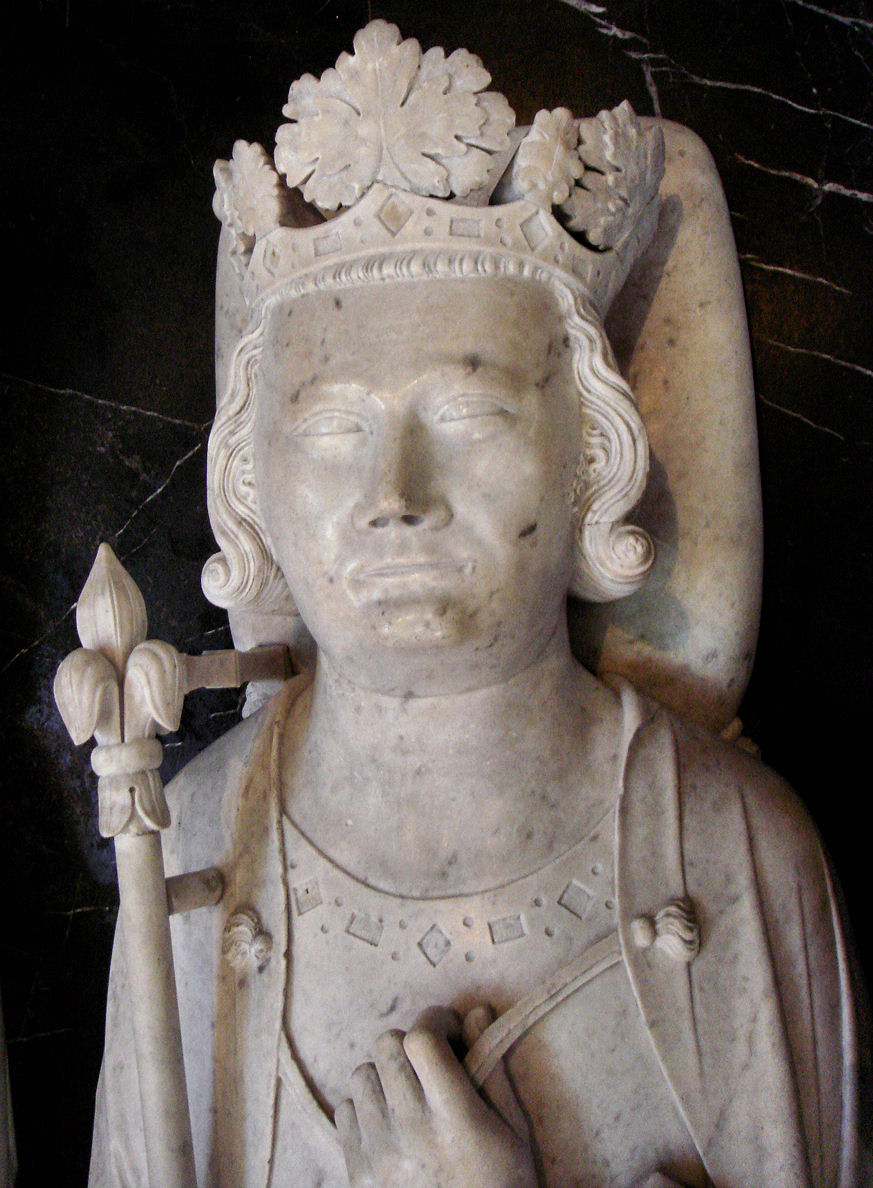
Grabbüste Philipps IV.

Während Heinrich als Graf gute Beziehungen zum französischen Königshof unterhalten hatte, bemühte er sich als römisch-deutscher König, die bereits seit dem 13. Jahrhundert laufende Expansionspolitik Frankreichs zu stoppen. Heinrichs Vorgänger Albrecht hatte sich noch im Dezember 1299 bei einem Treffen in Quatrevaux mit Philipp IV. verständigt und dabei territoriale Zugeständnisse gemacht. Zu einem ähnlichen Schritt war der Luxemburger nicht bereit. Heinrich ernannte bereits 1309 königliche Vikare, beispielsweise Ende Mai 1309 für die Grafschaft Cambrai, und forderte mehrere geistliche und weltliche Landesherren in diesem Raum auf, die Regalien aus seiner Hand persönlich in Empfang zu nehmen. Insgesamt gelang es wenigstens, den französischen Druck auf die Grenzregionen zu mindern. Die Maßnahmen des Königs lagen auch im Interesse vieler linksrheinischer Territorialherren, die vom französischen König stark unter Druck gesetzt wurden. In Paris zeigte man sich denn auch besorgt über das Engagement des römisch-deutschen Königs. Auf Drängen des Papstes versuchte sich Heinrich dennoch mit Philipp IV. zu einigen. Ende Juni 1310 wurde der sogenannte Vertrag von Paris geschlossen. Strittige Fragen sollten demnach durch Schiedsgerichte entschieden werden. Nachdem jedoch französische Truppen im Juni 1310 überraschend in Lyon einmarschiert waren, das formal zum Imperium gehörte, brach Heinrich den Kontakt mit Philipp zunächst ab.
Im April 1311 hatte sich Clemens V. mit Philipp IV. hinsichtlich des Templerprozesses und des Prozesses gegen das Andenken von Bonifatius VIII. weitgehend verständigt. Der Papst ermahnte Heinrich, der sich bereits in Italien befand, sich mit dem französischen König zu einigen. Die Spannungen zwischen Heinrich und Philipp blieben jedoch weiterhin bestehen. Heinrich war offenbar nicht bereit, dem französischen König größere Konzessionen zu machen, nachdem Philipp widerrechtlich Lyon besetzt hatte. Als zukünftiger Kaiser war Heinrich sehr auf sein Ansehen bedacht; dies implizierte unter anderem die Wahrung und Rückforderung von Reichsrechten. Auf der anderen Seite betrachtete Philipp die Kaiserkrönung und den damit verbundenen Ansehensgewinn seines ehemaligen Vasallen offenbar argwöhnisch. Durch die Neuaufnahme der alten kaiserlichen Italienpolitik, die mit dem Ende der Staufer beendet schien, wurden auch französische Interessen tangiert, etwa in Unteritalien, wo mit dem Hause Anjou eine Seitenlinie des französischen Königshauses regierte. Hinzu kamen die ungelösten Probleme im westlichen Grenzgebiet, nicht zuletzt im alten Königreich Arelat, wo Heinrich als Kaiser intervenieren konnte. Bis 1313 war Heinrich vor allem in Italien gebunden; doch schon kurz nach der Kaiserkrönung beklagte er, dass Philipp Länderraub begehe.

### Anfängliches Verhältnis zum Papsttum und Vorbereitung des Romzugs

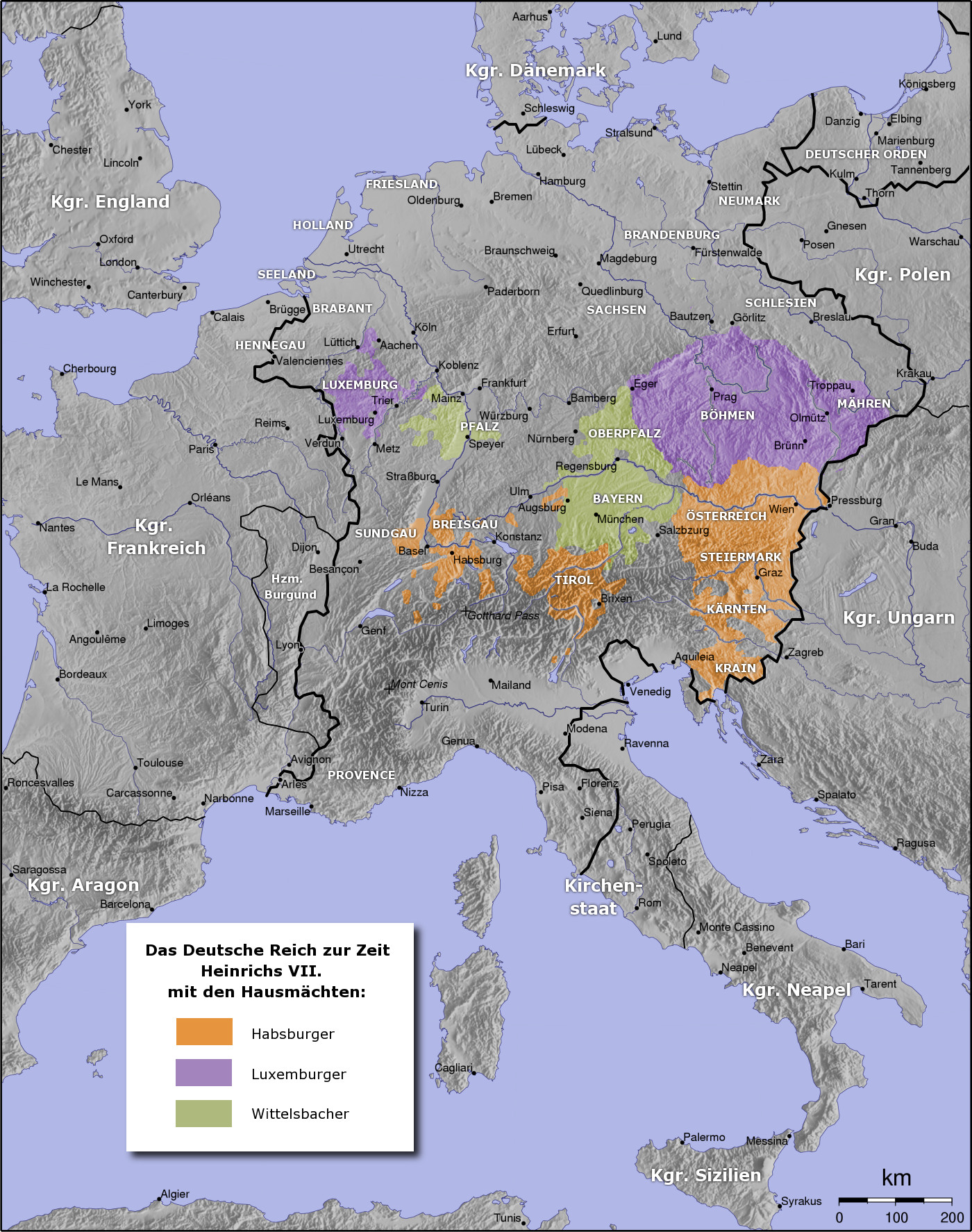
Das Heilige Römische Reich etwa zur Zeit Heinrichs VII.

Heinrichs Pläne für eine Romfahrt und eine aktivere Italienpolitik waren bereits in der Wahlanzeige an den Papst deutlich geworden, in der man dem Wunsch nach einer baldigen Kaiserkrönung Ausdruck verliehen hatte. Im Frühsommer 1309 reiste eine Gesandtschaft Heinrichs zum Papst nach Avignon, wo dieser nun residierte (siehe Avignonesisches Papsttum). Die Verhandlungen, bei denen sich die königlichen Gesandten betont demütig gegenüber dem Papst verhielten, verliefen erfolgreich: Papst Clemens V. erklärte sich bereit, die Kaiserkrönung Heinrichs vornehmen zu lassen. Ursprünglich war dafür der 2. Februar 1312 vorgesehen, der 350. Jahrestag der Kaiserkrönung Ottos des Großen, doch sollte sich dieser Termin später verschieben. Heinrich war auf ein gutes Verhältnis zum Papst angewiesen, da dieser allein zur Kaiserkrönung befugt war. Umgekehrt erhoffte sich Clemens, der in Avignon verstärkt dem Druck Philipps IV. ausgesetzt war, vom zukünftigen Kaiser Unterstützung und wohl auch eine Stabilisierung der italienischen Verhältnisse. Allerdings zeigte sich, dass der Papst dem französischen Druck nicht immer gewachsen war; nach der Einigung mit Philipp IV. hinsichtlich Bonifatius VIII. im Frühjahr 1311 distanzierte er sich zunehmend von Heinrich. Vorläufig jedoch kooperierten Papst und zukünftiger Kaiser, was nach dem Ende der Staufer und den damit verbundenen Spannungen zwischen beiden Universalgewalten nicht selbstverständlich war.
Die Wiederaufnahme der alten kaiserlichen Italienpolitik geschah nicht völlig überraschend, denn schon Rudolf von Habsburg hatte sich (allerdings vergeblich) um die Kaiserkrone bemüht. Die Kaiserkrone stellte die höchste weltliche Würde im katholischen Europa dar und ermöglichte die unumstrittene Herrschaftsausübung im Arelat sowie die Wahl eines römisch-deutschen Königs noch zu Lebzeiten des Kaisers. Die Finanzkraft der italienischen Kommunen war ausgesprochen hoch. Die Ausübung von Herrschaftsrechten in Reichsitalien ermöglichte daher ungleich höhere Geldeinnahmen als im deutschen Reichsteil, und auf diese Einnahmen war Heinrich VII. angewiesen.
Heinrich VII. beabsichtigte offenbar frühzeitig, eine Erneuerung des Kaisertums zu betreiben und an die alten kaiserlich-universalen Konzeptionen anzuknüpfen. In seiner Umgebung befanden sich bereits in Deutschland einige kaiserlich gesinnte Italiener, die ihn darin bestärkt haben dürften. Heinrich schickte schon im Sommer 1309 Gesandtschaften nach Reichsitalien, um seinen Romzug anzukündigen, weitere Gesandtschaften folgten 1310. Ihre Berichte waren offenbar so positiv, dass Heinrich mit einem problemlosen Ablauf des Italienzugs rechnete. Der Italienzug war nicht nur diplomatisch gut vorbereitet worden. Auf den Hoftagen von Speyer und Frankfurt (siehe oben) stellte Heinrich die Weichen für den reibungslosen Beginn der Romfahrt. Allerdings kam es im Vorfeld des Italienzugs im Sommer/Herbst 1310 noch zu problematischen Verhandlungen mit der Kurie in Avignon. Clemens V. bestand darauf, dass der König auf gewisse Herrschaftsansprüche in Italien zugunsten der Kirche verzichten solle. Heinrich erklärte sich bereit, die üblichen Sicherheitseide römisch-deutscher Könige gegenüber dem Papst zu leisten, gegen die Aufgabe von Reichsrechten protestierte er jedoch. Der Papst hielt aber hartnäckig daran fest. Heinrich erklärte sich schließlich im Oktober 1310 in Lausanne dazu bereit, während er bereits auf dem Weg nach Italien war. Die Zeit drängte und einen Konflikt wollte der König anscheinend vermeiden. Die strittigen Punkte schienen damit geklärt zu sein, doch sollte es später in Italien noch einmal zur Auseinandersetzung kommen.

### Der Italienzug bis zur Kaiserkrönung

#### Ausgangslage

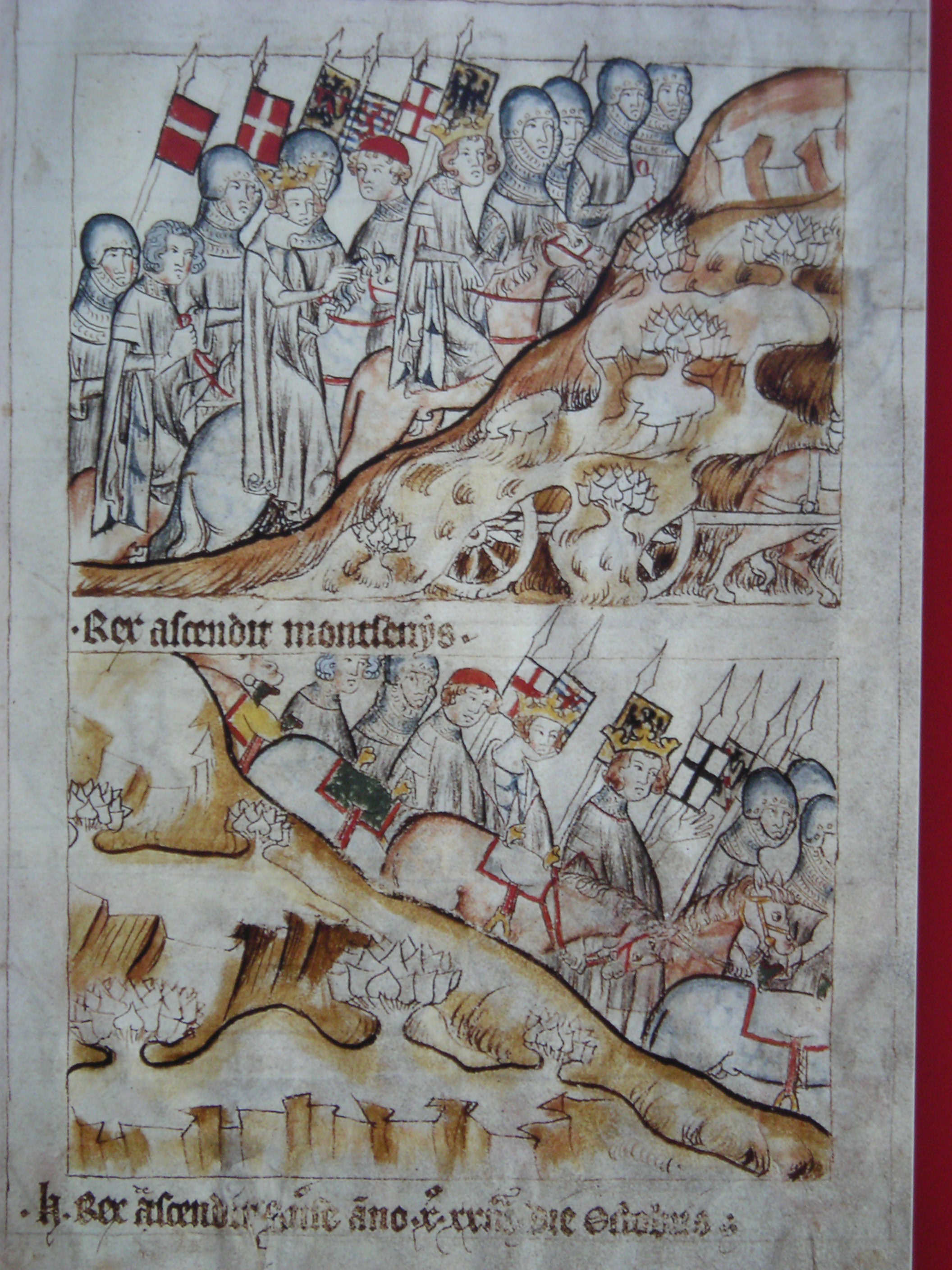
Codex Balduini Trevirensis: Die Alpenüberquerung Heinrichs VII. im Oktober 1310 mit seinem Heer. (Koblenz, Landeshauptarchiv, Bestand 1 C 1, fol. 7)

Heinrich VII. hatte im deutschen Reichsteil für sichere Verhältnisse gesorgt und damit eine wichtige Voraussetzung für seine weitgespannte Imperialpolitik geschaffen. Gesandtschaften überquerten vor Heinrich die Alpen, um seine Herrschaft diplomatisch zur Anerkennung zu bringen. Selbst gegenüber Venedig, das sich nie als Teil des Reiches angesehen hatte, beanspruchte Heinrich offenbar Herrschaftsrechte und betrachtete die Stadt als Reichsteil; ein Anspruch, der von Venedig nie akzeptiert wurde.
Ende Oktober 1310 überschritt Heinrich die Alpen über den Mont Cenis nach Italien, während sein Sohn Johann als Reichsvikar zurückblieb. Das Heer umfasste im Kern 5.000 Mann; die Truppenstärke wurde in der Forschung oft als zu gering erachtet, doch schien sie im Hinblick auf die positiven Gesandtschaftsberichte und das primäre Ziel des Zugs, die Kaiserkrönung, ausreichend zu sein. In Heinrichs Gefolge befanden sich einige weltliche und geistliche Fürsten, die überwiegend aus dem romanischen Westen des Reiches stammten; seine Ehefrau Margarete sowie seine beiden Brüder Balduin und Walram begleiteten ihn ebenfalls. Über den Romzug Heinrichs berichten vor allem verschiedene italienische Quellen ausführlich, waren seit dem letzten Aufenthalt eines römisch-deutschen Königs südlich der Alpen doch mehr als 50 Jahre vergangen.
In Reichsitalien erhofften sich weite Kreise, dass der zukünftige Kaiser regulierend in die instabilen politischen Verhältnisse eingriff. Diese waren von Konflikten innerhalb mehrerer Kommunen sowie zwischen verschiedenen Städten gekennzeichnet. Ghibellinen und Guelfen standen sich oft feindlich gegenüber. Allerdings verlief keine scharfe Trennung zwischen beiden Gruppen. In Italien wurde Heinrich VII. sowohl von den (zumindest formal) kaisertreuen Ghibellinen als auch von mehreren Guelfen begrüßt und zunächst freundlich empfangen. Vor allem die Guelfen erhofften sich von Heinrich eine Bestätigung ihrer Rechte, die sie in den letzten Jahrzehnten, in denen kein König einen Fuß nach Italien gesetzt hatte, usurpiert hatten. Die Kaiseranhänger hingegen wollten, dass Heinrich für ihre Seite Partei ergriff. Venedig wiederum lag mit dem Papst im Streit um Ferrara und hoffte auf Heinrichs Unterstützung in Avignon.
Im Königreich Sizilien herrschte seit 1266 das Haus Anjou, eine Nebenlinie des französischen Königshauses. Seit der sizilianischen Vesper 1282 war die Herrschaft der Anjous jedoch auf das unteritalienische Festland begrenzt, weshalb ihr Reich für diesen Zeitraum oft als Königreich Neapel bezeichnet wird. Sizilien wurde seit 1296 von Friedrich aus dem Hause Aragon beherrscht, der alle Rückeroberungsversuche der Anjous abwehren konnte. In Neapel regierte seit 1309 Robert von Anjou, ein Lehnsmann sowohl des Papstes (für das Königreich Neapel) als auch des römisch-deutschen Königs (für die Provence und Forcalquier). Während sich Robert oberflächlich um gute Beziehungen zu Heinrich bemühte, unterstützte er teils verdeckt, teils offen dessen Gegner in Oberitalien. Ein von der Kurie angestoßenes Heiratsbündnis zwischen den Häusern Luxemburg und Anjou, wodurch ein Ausgleich erzielt werden sollte, wurde vom Herbst 1310 bis in den Sommer 1312 verhandelt. Das Vorhaben scheiterte jedoch, nicht zuletzt weil Robert seine Forderungen in die Höhe schraubte und an seiner Unterstützung für die Guelfen in Reichsitalien festhielt. Robert hatte sich ohnehin längst mit Florenz arrangiert, das der Italienpolitik Heinrichs feindlich gegenüberstand. Doch nicht nur gemeinsame politische Ziele verbanden Neapel und Florenz, Robert war zudem von der florentinischen Finanzkraft abhängig. Robert schickte wiederholt Söldner nach Norden, die gegen kaiserliche Truppen kämpften. Ganz offen geschah dies im Mai 1312 in Rom.

#### Vom Alpenübergang bis zum Mailänder Aufstand
Zu Beginn des Romzugs war Heinrich ernsthaft um einen Ausgleich mit den Guelfen bemüht und betrieb eine allgemeine Ausgleichs- und Friedenspolitik, wobei er auch eine Rückkehr der aus politischen Gründen Verbannten beider Seiten in ihre Heimatstädte anstrebte. Heinrich äußerte mehrfach seine Absicht, sich von keiner Seite vereinnahmen zu lassen. Er wurde jedoch schließlich zur Parteinahme zugunsten der Ghibellinen und kaisertreuen Guelfen (der sogenannten „weißen Guelfen“) gezwungen. Verantwortlich dafür war vor allem der Widerstand der guelfisch dominierten Kommunen, die der Friedenspolitik Heinrichs misstrauisch gegenüberstanden und an einer Rückkehr der politisch Verbannten nicht interessiert waren, da es sich dabei hauptsächlich um Ghibellinen und weiße Guelfen handelte. Heinrichs Bemühungen sind von manchen Forschern in Anbetracht der verworrenen Lage in Italien als weltfremd beurteilt worden, sie waren jedoch durchaus in seine allgemeinen politischen Zielsetzungen eingebettet. Wiederholt bemühte sich Heinrich, die verfeindeten Gruppen in den Kommunen zusammenzuführen, um so für stabilere Verhältnisse zu sorgen. Diese Vorgehensweise erprobte der König bereits zu Beginn des Romzugs in der Stadt Asti, wo er sich im November/Dezember 1310 aufhielt. Zunächst ließ er sich von der Stadtgemeinde deren Treue öffentlich bestätigen. Anschließend bemühte er sich, die verfeindeten örtlichen Familien Solari und de Castello miteinander zu versöhnen. Faktisch übernahm der König die direkte Regierungsgewalt über die Kommune und übte eine Schiedsrichterfunktion aus.

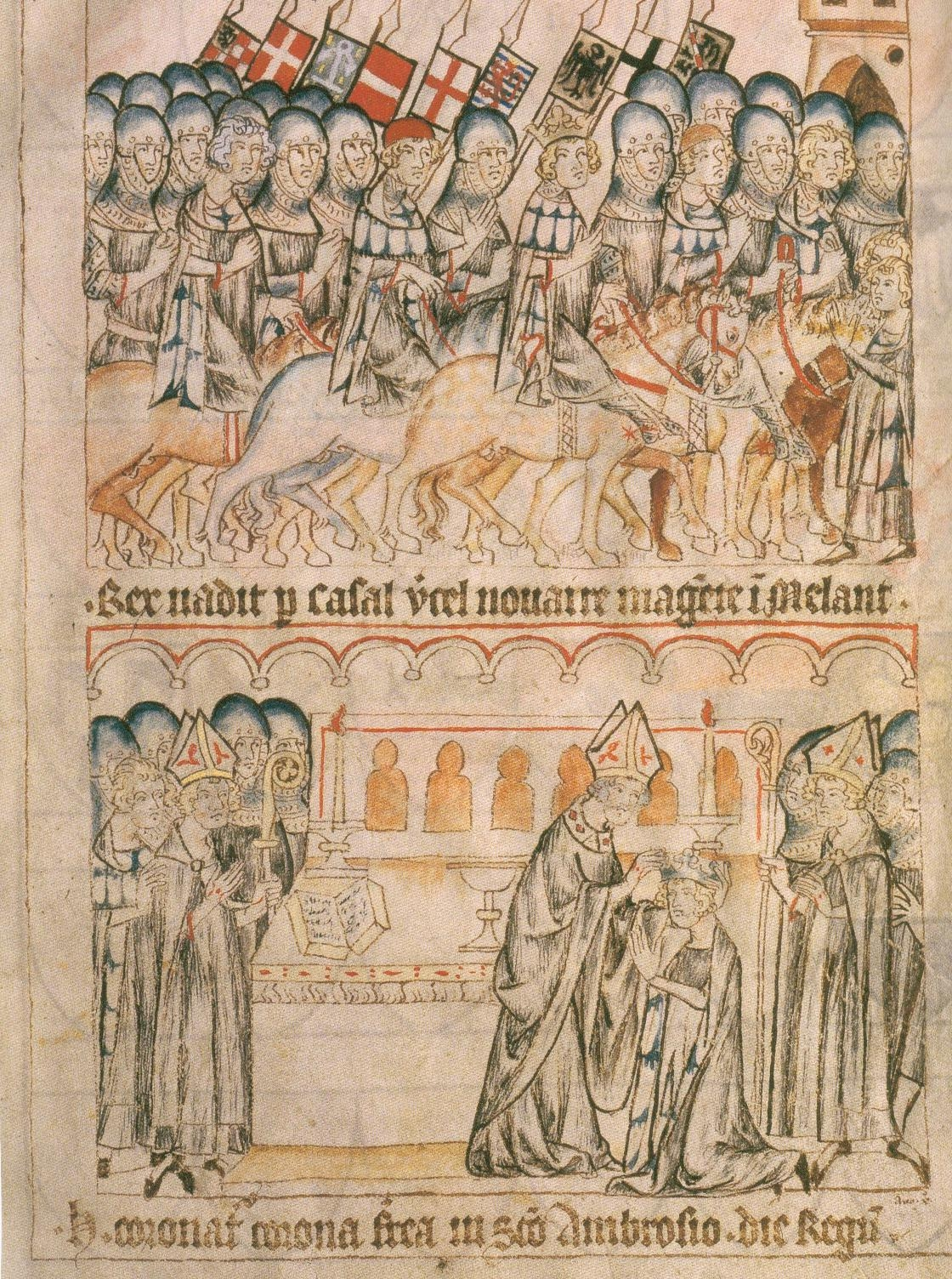
Codex Balduini Trevirensis: Einritt Heinrichs VII. in Mailand (oben) und Krönung mit der Eisernen Krone (unten). Landeshauptarchiv Koblenz, Bestand 1 C Nr. 1 fol. 9

Nach seiner Ankunft in Italien hielt sich Heinrich VII. zunächst im Raum Turin auf. Dort huldigte ihm eine erste Gesandtschaft der lombardischen Städte. Der König griff in Reichsitalien wiederholt in die inneren Verhältnisse der Kommunen ein und ließ sich deren Anerkennung der kaiserlichen Oberherrschaft urkundlich bestätigen, wie das bereits erwähnte Beispiel der Stadt Asti zeigt. Diese Vorgehensweise weist auf die im Spätmittelalter zunehmende Bedeutung schriftlich fixierter Herrschaftsausübung hin. Der König versuchte außerdem mit der Einsetzung königlicher Vikare eine Verwaltung in Oberitalien zu etablieren. Sein Schwager Amadeus V. von Savoyen, der dabei eine wesentliche Rolle spielte, wurde zum Generalstatthalter ernannt. Neuere Forschungen belegen außerdem, dass Heinrich nicht nur die Finanzkraft der Kommunen nutzte, sondern auch über eine relativ „moderne“ Finanzverwaltung verfügte, in der als Schatzmeister Simon Philippi und Gille de la Marcelle fungierten. In diesem Zusammenhang wurde die in Italien bereits verbreitete fortschrittliche Rechnungslegung als Herrschaftsinstrument intensiv genutzt.
Durch die Maßnahmen Heinrichs, vor allem die Eingriffe in kommunale Angelegenheiten zur Wahrung kaiserlicher Rechte in Reichsitalien, entstand schließlich ein Konflikt zwischen dem König und den selbstbewussten Kommunen. Vor allem Guido della Torre, der guelfische Herr von Mailand, fühlte sich davon bedroht. Während einige andere Guelfen abwarten wollten, wie sich der König ihnen gegenüber verhielt, soll Guido dem Chronisten Giovanni da Cermenate zufolge während einer Versammlung der Guelfen zornig ausgerufen haben: „Was will denn dieser deutsche Heinrich von mir?“ Guido lenkte jedoch zunächst ein, als Heinrich Ende Dezember 1310 vor Mailand eintraf und im Rahmen des üblichen festlich inszenierten Herrschereinzugs (adventus regis) die Stadt betrat. Heinrich ließ sich die Anerkennung seiner Herrschaft zuerst durch einen Treueid der Mailänder bestätigen. Er war außerdem bestrebt, in Mailand im dortigen Konflikt zwischen Guido della Torre und dessen Rivalen Matteo I. Visconti zu vermitteln; zumindest oberflächlich und vorläufig versöhnten sich die verfeindeten Seiten. Am 6. Januar 1311 wurde Heinrich VII. in Mailand als erster römisch-deutscher König nach dem Staufer Heinrich VI. mit der eigens neu angefertigten eisernen Krone der Langobarden gekrönt. Die Stadt Mailand hatte dem König einen hohen Geldbetrag in Aussicht gestellt, den Guido jedoch weiter in die Höhe getrieben hatte, womit er eine plötzliche Spannung erzeugt hatte. Heinrich war nicht bereit, auf die versprochene Zahlung zu verzichten, und forderte außerdem von den Mailändern Geiseln für den weiteren Zug. Im Februar 1311 brach ein Aufstand in Mailand aus, der die Restaurationspolitik Heinrichs in ernste Gefahr brachte und an dem Guido della Torre wohl maßgeblich beteiligt war. In Mailand konnten die Unruhen durch die königlichen Truppen rasch beendet werden, doch in mehreren anderen Kommunen kam es bald darauf ebenfalls zu Aufständen.
Nachdem Guido die Flucht ergriffen hatte, setzte Heinrich Matteo Visconti in Mailand ein. In der Folgezeit eröffnete er mehrere Prozesse gegen rebellische Städte und zwang einige auch mit Waffengewalt nieder. Wenngleich Heinrich weiterhin an der Idee eines Ausgleichs festhielt, zwang ihn die politische Lage zu einem anderen Kurs. Wiederholt musste er nun notgedrungen auf vor allem ghibellinische Vikare und Stadtherren zurückgreifen, was die Spannungen zu den Guelfen weiter verstärkte. Die komplexe politische Lage in Reichsitalien zwang Heinrich nun faktisch dazu, sich für ein Lager zu entscheiden; hinzu kam der Widerstand Frankreichs und des Königreichs Neapel(-Sizilien) gegen seine Italienpolitik.

#### Cremona und Brescia

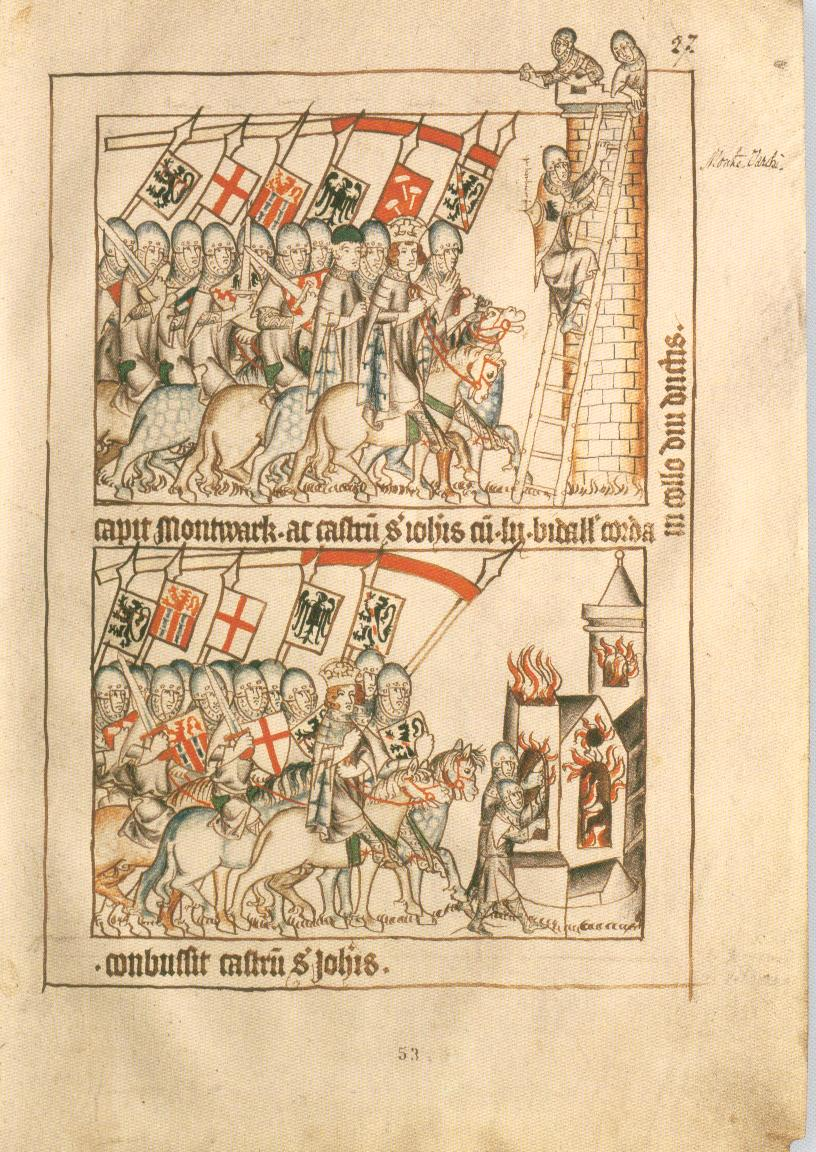
Codex Balduini Trevirensis: Miniatur mit kaiserlichem Strafgericht gegen die aufständische Burg San Giovanni 1312. (Landeshauptarchiv Koblenz, Bestand 1 C Nr. 1 fol. 27)

Im Frühjahr/Sommer 1311 kam es zu schweren Kampfhandlungen in Oberitalien. Heinrich ging vor allem gegen die Städte Cremona und Brescia militärisch vor. Cremona unterwarf sich rasch, wurde aber dennoch recht hart bestraft; dabei spielte wohl eine Rolle, dass Heinrich ein Zeichen gegen die Aufständischen setzen wollte. Brescia leistete mehrere Monate erbitterten Widerstand. Im Verlauf der Belagerung starb Heinrichs Bruder Walram, während im Heer eine Seuche ausbrach und die Truppen dezimierte. Erst im September 1311 kapitulierte die Stadt. Heinrich ließ öffentlich verkünden, dass die Rebellen den Tod verdient hätten, er ihnen aber aus Milde das Leben schenke. Es folgten harte Strafmaßnahmen gegen Brescia, neben hohen Geldstrafen wurden die Mauern geschleift.
Sowohl im Fall Cremonas als auch im Fall Brescias wurde die Unterwerfung (deditio) der Kommune in einem öffentlichen Rahmen inszeniert. Die historiographische Überlieferung dazu ist reichhaltig und die unterschiedlichen Berichte erlauben ein relativ klares Bild von diesen Vorgängen. In Cremona erschienen hochrangige Bürger der Kommune, die – Albertino Mussato zufolge demonstrativ Trauerkleidung tragend – den König in die Stadt führen wollten. Ihr Ziel war es, den König so gütig wie möglich zu stimmen, doch scheiterten sie letztendlich mit ihrem Vorhaben. Bemerkenswert ist der Bericht Dino Compagnis zur deditio Cremonas. Ihm zufolge warfen sich die Bürger vor dem König hin und beklagten sich bitterlich; sie seien bereit zu gehorchen, falls Heinrich in ihrer Stadt auf die Einsetzung eines Vikars verzichte. Der König ging darauf nicht ein, doch die Bürger wurden angeblich durch Briefe dazu ermuntert, einen neuen Versuch zu unternehmen. Hochrangige Bürger erschienen daraufhin erneut vor Heinrich, diesmal barfüßig und mit einfachen Hemden bekleidet. Sie hatten sich Stricke um den Hals gelegt, um ihre Unterwerfung zu verdeutlichen, und um Milde gebeten. Heinrich akzeptierte aber auch dies nicht. Nach Dinos Bericht zog er sein Schwert und zwang die Delegation, unter diesem hindurch in die Stadt zu gehen; dann ließ er sie festsetzen. Eine Rolle spielte hierbei wohl die Wahrung des königlichen Herrschaftsanspruchs; im Fall Brescias spiegeln die Strafmaßnahmen zusätzlich die Härte der Kämpfe wider. So war im Juni 1311 der in Gefangenschaft geratene Anführer der Guelfen Brescias, Tebaldo Brusati, auf besonders brutale Weise hingerichtet worden; in Brescia waren daraufhin Gefangene in Sichtweite des kaiserlichen Lagers getötet worden.
Wenngleich die Aufstände Heinrich kaum eine Wahl ließen und seine Strafmaßnahmen für damalige Verhältnisse keineswegs ungewöhnlich waren, verspielte er damit einige Sympathien. Vor allem aber gab es seinen Gegnern die Gelegenheit, den König als angeblichen „Tyrannen“ zu brandmarken und an die Strafmaßnahmen früherer römisch-deutscher Herrscher zu erinnern. Diese negative Stilisierung des Königs durch die Guelfen und vor allem Florenz, wo man ihm schließlich seine rechtmäßige Titulatur als rex Romanorum („König der Römer“) verweigerte, dauerte noch nach dem Tod Heinrichs an. Im Laufe der Zeit wandten sich immer mehr Guelfen seines Gefolges von ihm ab; daher musste er verstärkt auf ghibellinische Unterstützer zurückgreifen.

#### Aufenthalt in Genua und Pisa
Heinrich zog von Brescia weiter nach Genua, wo er seine verbliebenen Kräfte sammelte und auch in die politischen Verhältnisse der Stadt eingriff. Dort verstarb am 14. Dezember 1311 Heinrichs Frau Margarete, die auch dort bestattet wurde. In Genua äußerte sich der König verärgert über die Politik Roberts von Anjou, der für seine Reichslehen Heinrich die Huldigung verweigert hatte. Die abwartende, bald offen feindselige Haltung von Florenz stellte ein weiteres ernsthaftes Problem dar. Florenz und mehrere andere guelfische Städte hatten bereits ein Bündnis geschlossen, das sich eindeutig gegen Heinrich und dessen Politik richtete, alte kaiserliche Herrschaftsrechte in Italien wieder wahrzunehmen. Gegen Florenz eröffnete Heinrich Ende 1311 einen Prozess und klagte den Abfall der Stadt von der imperialen Ordnung wortgewaltig an. Am 24. Dezember 1311 verhängte er den Reichsbann, dessen reale Auswirkung aber eher gering blieb.
Aufgrund des Zeitplans der Kaiserkrönung zog Heinrich aber nicht gegen Florenz, sondern begab sich im Februar 1312 mit einem kleinen Heer auf dem Seeweg in das ghibellinische Pisa. Dort wurde er Anfang März 1312 sehr freundlich aufgenommen, zumal die Pisaner hofften, vom Vorgehen gegen Pisas Erzrivalin Florenz profitieren zu können. Die im Oktober 1311 in Pavia und im März/April 1312 in Pisa abgehaltenen Hoftage dienten der Stabilisierung der Reichsherrschaft in Italien. Diese war nach dem Mailänder Aufstand deutlich ins Wanken geraten. Parma, Reggio, Asti, Vercelli und Pavia sollten sich im Verlauf des Romzugs der Guelfenliga unter Führung von Florenz und Bologna anschließen, doch behaupteten sich kaisertreue Kräfte immer noch in größeren Teilen Reichsitaliens; auch die Verbindung nach Norden blieb weiterhin offen. Gescheitert war vorerst nur Heinrichs Ausgleichspolitik, nicht seine Italienpolitik im Ganzen. Ende April 1312 zog er zur geplanten Kaiserkrönung weiter nach Rom.

### Die Kaiserkrönung und ihre Folgen

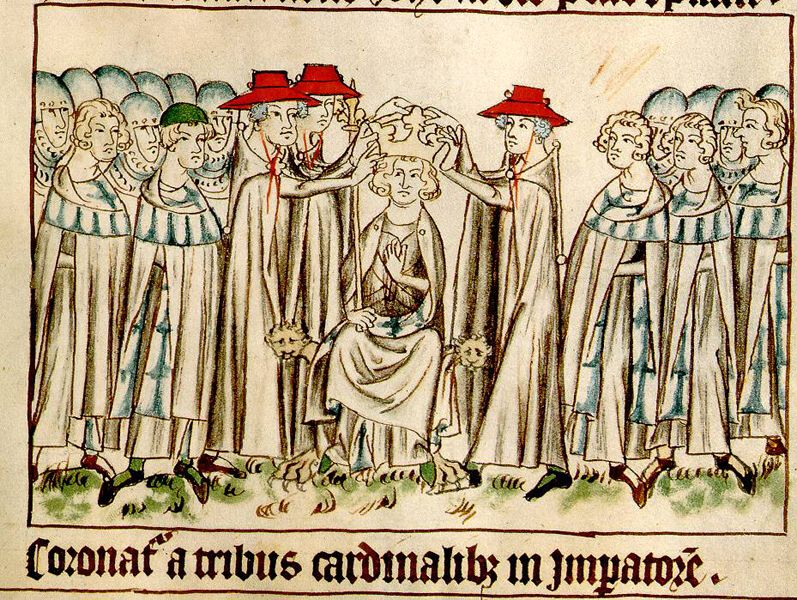
Codex Balduini Trevirensis: Die Kaiserkrönung Heinrichs VII. durch die vom Papst entsandten Kardinäle (erkennbar an den roten Hüten).

Als Heinrich Anfang Mai 1312 Rom erreichte, war der Widerstand gegen ihn längst aufgebaut. Dieser war inszeniert von Robert von Anjou, der Söldner nach Rom geschickt hatte, und ausgeführt von der guelfisch gesinnten Familie der Orsini. Bald darauf kam es zu schweren Kämpfen in der Stadt, da die guelfischen Truppen Heinrich den Zugang nach St. Peter versperrten, wo die römisch-deutschen Kaiser traditionell gekrönt wurden. An den Kämpfen waren auch neapolitanische Truppen unter dem Kommando von Roberts Bruder Johann von Gravina beteiligt. Wiederholt versuchten die kaiserlichen Truppen, den Zugang mit Gewalt zu erkämpfen; besonders verlustreich waren die erbitterten Gefechte am 26. Mai 1312. Ein Durchbruch gelang jedoch nicht. Dennoch fand die Kaiserkrönung Heinrichs durch die vom Papst entsandten Kardinäle am 29. Juni 1312 statt. Die drei in Rom anwesenden Kardinäle, zu denen auch der kaiserfreundlich eingestellte Nikolaus von Prato gehörte, wollten zunächst Nachricht aus Avignon abwarten. Als die Stimmung in der Stadt jedoch zunehmend gereizter wurde und es in der Umgebung der päpstlichen Delegation zu Unruhen kam, sahen sie sich zum Handeln gezwungen. Die Kaiserkrönung wurde statt in St. Peter in der Lateranbasilika vollzogen.
Im Anschluss an die feierliche Krönung erließ Heinrich ein Ketzergesetz. Dies entsprach der normalen zeitgenössischen Erwartungshaltung, der zufolge der Kaiser weltlicher Schutzherr der Christenheit war. Anschließend erließ er eine Krönungsenzyklika und ließ diese mehreren weltlichen und geistlichen Fürsten Europas zukommen. Es ist ein regelrechtes, von Heinrichs gelehrten Beratern anspruchsvoll verfasstes Plädoyer für die kaiserliche Universalgewalt, in der himmlische und irdische Ordnung als wesensähnlich gedeutet werden. In der Arenga wird erklärt, dass so wie Gott über alles im Himmel gebietet, alle Menschen auf Erden dem Kaiser zu gehorchen haben; es sei dessen Aufgabe, die Zersplitterung der weltlichen Herrschaften zu überwinden. Diese Erklärungen, die in dieser Form ganz einmalig sind, wurden in der Forschung teilweise als realitätsferner Versuch gedeutet, die „kaiserliche Weltherrschaft“ zu formulieren, doch sind Heinrichs Aussagen als Ausdruck seiner Kaiseridee zu verstehen.
Heinrich VII. war offenbar von der Würde des Kaiseramts durchdrungen und versuchte das Kaisertum politisch wieder zur Geltung zu bringen, nachdem es mehrere Jahrzehnte keine Rolle gespielt hatte. Dabei knüpfte er an bekannte kaiserlich-universale Ideen in der Art entsprechender Vorstellungen der Stauferzeit an. Zwar wurde die päpstliche Führungsrolle in geistlichen Fragen betont, doch in weltlichen Fragen beanspruchte der Kaiser den Vorrang. Kaiser und Papst sollten gemeinsam zum Wohle der Christenheit agieren und den Frieden sichern. Diese Zielsetzung legitimierte den keineswegs neuen kaiserlichen „Weltherrschaftsanspruch“. Dieser war in vieler Hinsicht nur formaler Art, wurde aber von kaiserlichen Parteigängern unter den Gelehrten vehement verteidigt, so im frühen 14. Jahrhundert von Engelbert von Admont und Dante Alighieri. Der französische König Philipp IV. zeigte sich jedoch empört und reagierte abschätzig auf die Ausführungen Heinrichs. Offenbar befürchtete Philipp einen kaiserlichen Vorranganspruch, dem der selbstbewusste französische König entgegentreten wollte. Außerdem spielte auch der konkrete Interessengegensatz eine Rolle, der wegen Heinrichs Bemühen um Wahrung von Reichsrechten im Grenzraum zu Frankreich bestand. Aus Neapel kamen später ebenfalls beißende Reaktionen. Ganz anders reagierte der englische König Eduard II., der die Erklärung nur zur Kenntnis nahm und dem Kaiser zur Krönung gratulierte.
An der päpstlichen Kurie war man inzwischen von Heinrich abgerückt. Ende März 1312 intervenierten französische und angiovinische Gesandte beim Papst und erhoben schwere Vorwürfe gegen den römisch-deutschen König; man wies auf die Gefahr hin, die von diesem für Robert von Anjou ausgehe. Clemens V., dem die Erneuerungspolitik Heinrichs politisch immer mehr missfiel und der zudem dem Druck des französischen Königs nachgab, ließ sich davon beeinflussen und stellte sich ganz auf die Seite Roberts. Der Papst ordnete nur wenige Tage vor der Kaiserkrönung einen Waffenstillstand zwischen Heinrich und Robert an; außerdem sollte Heinrich nach seiner Kaiserkrönung Rom sofort verlassen. Noch im Sommer 1312 verbot Clemens dann dem Kaiser, das Königreich Neapel anzugreifen. Dagegen protestierte Heinrich vehement, denn die Waffenstillstandsverfügung implizierte einen päpstlichen Anspruch auf weltliche Überordnung über ihn. Einen solchen hatte Heinrich aber nie anerkannt. Er hatte vor seinem Aufbruch nach Italien im Oktober 1310 bloß einen Eid zum Schutz von Papst und Kirche sowie zum Kampf gegen die Ketzer geschworen. Heinrich verwahrte sich nun gegen jede Einmischung des Papstes, wobei er auch Juristen zu seiner Unterstützung heranzog. Hinsichtlich des Konflikts mit Robert wies der Kaiser außerdem darauf hin, dass es Robert gewesen war, der sich stets feindselig verhalten hatte und seine Lehnspflicht gegenüber Heinrich sträflich vernachlässigt hatte. Darauf beabsichtigte Heinrich nun zu reagieren. Es wurden sogar Traktate der kaiserlichen Seite angefertigt, in denen die kaiserliche Universalgewalt in weltlichen Angelegenheiten betont wurde, ganz so wie in staufischer Zeit.

### Von der Kaiserkrönung bis zum Tod Heinrichs VII.

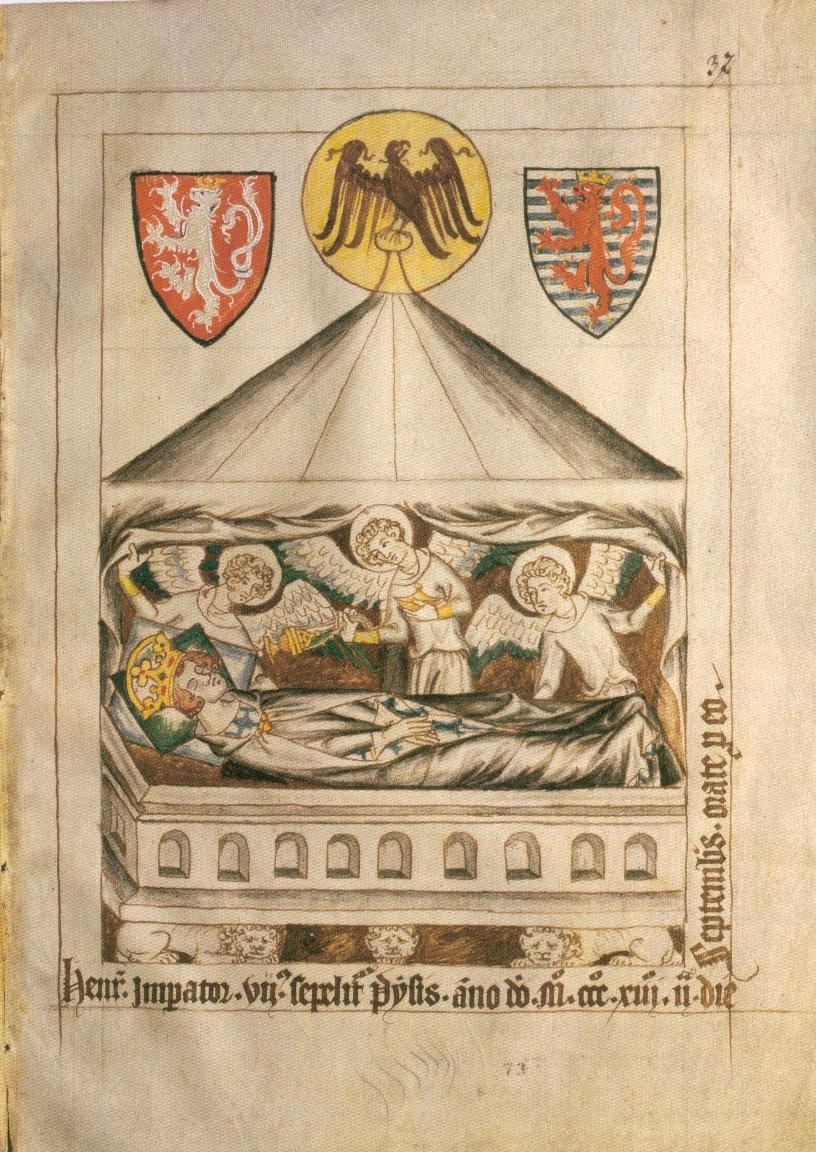
Codex Balduini Trevirensis: Tod Kaiser Heinrichs VII. (Landeshauptarchiv Koblenz, Bestand 1 C Nr. 1 fol. 35)

Heinrich VII. war mit seiner Politik einer Erneuerung der Reichsgewalt endgültig in Konflikt mit Robert von Anjou, dem Papst, den guelfischen Kommunen – insbesondere dem mächtigen Florenz – und dem König von Frankreich geraten. Wenngleich die Lage in Oberitalien für den Kaiser problematisch blieb und ein Teil seines Gefolges nach der Kaiserkrönung wieder nach Deutschland aufgebrochen war, verfügte er weiterhin über einige Verbündete, unter anderem Pisa und König Friedrich von Sizilien („Trinacria“). Heinrich stand mit Friedrich, einem erbitterten Feind Roberts, bereits seit einigen Monaten in Kontakt. Im Juli 1312 schlossen die beiden Herrscher entgegen dem ausdrücklichen Willen des Papstes ein Bündnis, das sich in erster Linie gegen Robert richtete. Friedrich bot nicht nur seine militärische Unterstützung an, sondern sicherte dem Kaiser außerdem hohe Geldzahlungen zu, auf die Heinrich angewiesen war. Das päpstliche Verbot eines Angriffs auf das Königreich Neapel sollte offenbar dazu dienen, Robert als den wichtigsten päpstlichen Verbündeten in Italien vor einem kaiserlich-sizilianischen Angriff zu schützen, doch die Kriegsvorbereitungen liefen weiter. Noch im Juli 1312 ergingen Weisungen Heinrichs an Genua und Pisa, militärische Kräfte bereitzustellen. Sogar Venedig erhielt eine entsprechende Weisung, die folgenlos blieb; Ende Mai/Anfang Juni 1313 kam es noch einmal zu letzten Verhandlungen zwischen kaiserlichen Gesandten und Venedig.
Heinrich hatte Ende August 1312 Rom endgültig verlassen und sich auf Reichsterritorium nach Arezzo begeben. Dort leitete er den Prozess gegen Robert von Anjou ein und bereitete den Angriff auf Florenz vor, das Zentrum des guelfischen Widerstands in Reichsitalien. Mitte September besiegte er die Florentiner bei Incisa in offener Schlacht, anschließend begann er die Belagerung der Arnostadt. Das kaiserliche Heer war allerdings zu klein, um die Stadt vollkommen einzuschließen und zur Übergabe zu zwingen. In dieser Zeit erkrankte Heinrich an Malaria. Schließlich brach er die Belagerung von Florenz im Oktober 1312 ab. Er blieb die nächsten Monate jedoch noch in der Toskana und ließ die von den Florentinern zerstörte kaisertreue und strategisch nicht unwichtige Stadt Poggibonsi unter dem bezeichnenden Namen Monte Imperiale (Kaiserberg) wiederaufbauen.
Der Kaiser begab sich im Anfang März 1313 nach Pisa, wo er Gesetze gegen Majestätsverbrechen (crimen laesae maiestatis) erließ. Jede Auflehnung gegen den Kaiser wurde als Versündigung gegen die gottgewollte weltliche Ordnung aufgefasst; Robert von Anjou wurde kurz darauf am 26. April 1313 vom Kaiser in Abwesenheit zum Tode verurteilt. Die Gesetze wurden in das spätantike Corpus Iuris Civilis eingefügt und später noch von Bartolus de Saxoferrato kommentiert. Ohnehin hatte der Konflikt zwischen dem Kaiser und dem König von Neapel, hinter dem der König von Frankreich und der Papst standen, Einfluss auf die Rechtsgeschichte. Die Juristen Roberts und des Papstes, dessen Vasall Robert für das Königreich Neapel war, erhoben gegen die Verurteilung vehement Einspruch: Der Kaiser übe keine unbegrenzte Gerichtsbarkeit aus. In päpstlichen Gutachten wurde jede gerichtliche Verfügungsgewalt des Kaisers hinsichtlich Robert bestritten. Während der kaiserliche Universalanspruch mit Berufung auf den Souveränitätsanspruch anderer Herrscher geleugnet wurde, wurde aber am päpstlichen Universalanspruch festgehalten. Dagegen argumentierten kaiserliche Juristen, dass überall dort, wo das römische Recht herrsche, auf das sich Heinrich in weiten Teilen stützte, der Kaiser wenigstens formal ein Weltkaiseramt ausübe. Es folgte von angiovinischer Seite eine wahre Flut antikaiserlicher Traktate, in denen teils polemisch „den Deutschen“ die Schuld für Unruhe in Italien gegeben wurde und sogar die Institution des Kaisertums als obsolet dargestellt wurde.
Der Kaiser war entschlossen, Robert von Anjou militärisch auszuschalten. Eine pisanisch-sizilianische Flotte unter dem Kommando Friedrichs, der zum Reichsadmiral ernannt worden war, sollte das Königreich Neapel von See her angreifen, während der Kaiser sich im August 1313 mit rund 4.000 Rittern auf dem Landweg nach Süden aufmachte und Verstärkungen aus Deutschland anforderte. Kurfürst Balduin war bereits im März 1313 nach Deutschland aufgebrochen, um im Sommer zusätzliche Truppen nach Süden zu führen. Der Papst war anscheinend über die bevorstehende Invasion besorgt; er drohte im Juni 1313 jedem, der das Königreich Neapel angreife, mit Exkommunikation. Heinrich zeigte sich davon jedoch unbeeindruckt und setzte die Vorbereitungen fort; dem Papst teilte er mit, der Angriff sei nicht gegen die Interessen der Kirche gerichtet, sondern diene nur der Aburteilung eines Majestätsverbrechers und Reichsfeindes. Vor Beginn der Invasion kam es noch zur Belagerung von Siena, wobei der Kaiser schwer erkrankte. Kurz darauf verstarb er am 24. August 1313 in dem kleinen Ort Buonconvento.

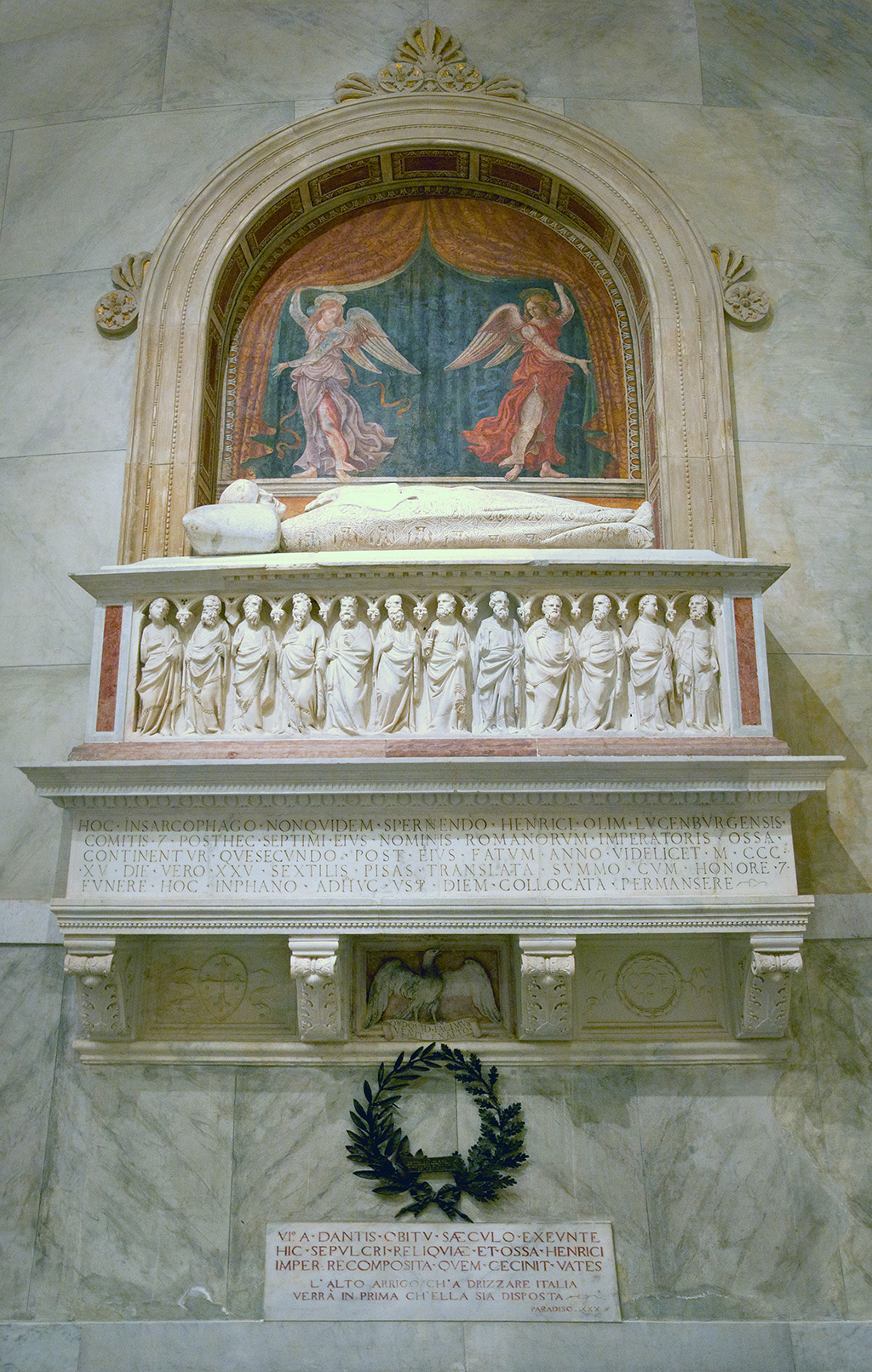
Sarkophag Heinrich VII. im Dom von Pisa, geschaffen 1315 von Tino di Camaino, späteres Fresko der Schule von Domenico Ghirlandaio

Es kamen bald falsche Gerüchte auf, der Kaiser sei von seinem Beichtvater vergiftet worden, vielleicht sogar im päpstlichen Auftrag. Sein Tod war eine große Erleichterung für Robert von Neapel, der eine Invasion seines Reiches zu befürchten hatte; daher wurde Robert ebenfalls mit den Mordgerüchten in Verbindung gebracht. Hinzu kam, dass im Königreich Neapel durchaus Sympathien für den Kaiser vorhanden waren. Papst Clemens V. machte bald darauf noch einmal deutlich, dass er Heinrichs Vorgehen gegen Robert von Anjou offen missbilligte. Das kaiserliche Urteil gegen Robert wurde vom Papst für ungültig erklärt und das Verbot eines Angriffs auf das Königreich Neapel bekräftigt. Der Kaiser wurde in päpstlichen Gutachten sogar zu einem Vasallen des Papstes degradiert; bezeichnenderweise geschah dies aber erst nach dem Tod Heinrichs.
Heinrichs Leichnam wurde feierlich nach Pisa überführt und dort im Dom in einem später errichteten prächtigen Grabmal beigesetzt, von dem heute aber nur Fragmente erhalten sind; die damit zusammenhängende Rekonstruktion ist in der Forschung umstritten. Das Grabmal Heinrichs in Pisa und das seiner Ehefrau Margarete in Genua, das ebenfalls nicht vollständig erhalten ist, spielen eine wichtige Rolle im Rahmen der memoria, der herrschaftlichen Erinnerungspflege. Dies war für das Haus Luxemburg von nicht zu unterschätzender Bedeutung, da man im Rahmen der mittelalterlichen Erinnerungskultur nun auf einen Kaiser und eine Königin verweisen konnte. Der damit verbundene Prestigegewinn der Luxemburger, aber auch der betreffenden Städte (vor allem im kaiserfreundlichen Pisa) sollte durch die repräsentativen Grabmäler der Öffentlichkeit dargestellt werden. Auch in der Lebensbeschreibung Balduins von Trier wurde auf die kaiserliche memoria hingewiesen.

## Die Lage in Reichsitalien und in Deutschland nach Heinrichs Tod
Für die Anhänger des Kaisers in Italien war sein unerwarteter Tod eine Katastrophe, wenngleich die Ghibellinen am 29. August 1315 bei Montecatini noch einen großen Sieg über Florenz erringen sollten. Dieser Erfolg zeigt, dass die kaiserlich gesinnten Kräfte immer noch ein militärisch ernstzunehmender Faktor in Reichsitalien waren. Das kaiserliche Heer löste sich jedoch bereits Ende 1313 auf, wenngleich einige der Teilnehmer des Heerzuges als Söldner in Italien verblieben. Die kaiserliche Kanzlei blieb sogar in Italien zurück. Die politische Lage in Reichsitalien blieb verworren und die Kämpfe zwischen den Kommunen gingen weiter; einige betrieben in der Folgezeit weiterhin eine aggressive Expansionspolitik. Die von vielen erhoffte Stabilisierung der Lage in Italien wurde durch den frühen Tod des Kaisers, der den damaligen Geschichtsschreibern als ein menschlich sympathischer Charakter erschien, zunichtegemacht. Stattdessen gewann die Signorie als Herrschaftsform in den Kommunen Reichsitaliens weiter an Auftrieb (siehe etwa Castruccio Castracani), nachdem Heinrich wiederholt auf örtliche Machthaber hatte zurückgreifen müssen. Der Tod Heinrichs bedeutete das faktische Ende der traditionellen kaiserlichen Italienpolitik. Die nachfolgenden Kaiser sollten sich mit deutlich niedriger gesteckten Zielen begnügen und waren damit zufrieden, Gelder in Reichsitalien einzutreiben. Der kaiserliche Herrschaftsanspruch blieb aber bis weit in die Frühe Neuzeit zumindest formal bestehen.
In Deutschland herrschte nach dem überraschenden Tod des Kaisers zunächst Verwirrung. Die Großen des Reiches hatten mit der Wahl des Luxemburgers keine schlechten Erfahrungen gemacht, ganz im Gegenteil: Heinrich hatte die Rechte der Fürsten geachtet und im Konsens regiert; umgekehrt hatten die Fürsten die kaiserliche Italienpolitik sowie die Erneuerung des Kaisertums aktiv unterstützt. Nun stellte sich die Frage, welcher Kandidat ähnlich handeln und nicht primär eigene Hausmachtsinteressen verfolgen würde. Die Wahl von Heinrichs Sohn Johann schien nicht ausgeschlossen zu sein, scheiterte aber an den unterschiedlichen Interessen der Kurfürsten. Einige, wie Erzbischof Heinrich von Köln, wollten eine luxemburgische Machtkonzentration verhindern. Ein erneuerter französischer Wahlvorstoß lief ins Leere. Der Habsburger Friedrich der Schöne bot sich aber ebenfalls als Kandidat an. Bald kam es zur Bildung von luxemburgischen und habsburgischen Wählergruppen; zu letzteren stieß Heinrich von Kärnten, der seinen Anspruch auf die böhmische Kurstimme erneuerte. Die Situation war kompliziert und die Verhandlungen verliefen fast ein Jahr ergebnislos. Johann wurde von Balduin von Trier und Erzbischof Peter von Mainz zum Verzicht auf seine Kandidatur überredet. Nun unterstützte die luxemburgische Partei den Wittelsbacher Ludwig, während die habsburgische Wählergruppe Friedrich wählte. Es kam im Oktober 1314 zur Doppelwahl, die in einen offenen Thronkampf mündete, der bis 1322 andauerte. Die unter Heinrich erzielte Einigkeit im Reich war für mehrere Jahre zerbrochen. Ideengeschichtlich hatte Heinrichs Kaiserpolitik bedeutende Auswirkungen, speziell auf die Debatte um die Rolle des Imperiums. Diese sollte noch die Regierungszeit Ludwigs des Bayern prägen.

## Nachwirkung

### Mittelalterliche Urteile
Der Italienzug Heinrichs VII. fand bei den Zeitgenossen große Beachtung. Die zeitgenössischen Geschichtsschreiber lobten allgemein Heinrichs Persönlichkeit und wiesen ihm alle mittelalterlichen Topoi eines gerechten Herrschers zu. In Italien erhofften sich manche Kreise von seinem Eingreifen vor allem ein Ende der ständigen inneren und äußeren Kämpfe der Kommunen und verbanden daher mit dem Italienzug durchaus positive Erwartungen.
Bischof Nikolaus von Butrinto begleitete den Kaiser auf dem Italienzug. Er schrieb als einziger Teilnehmer einen Bericht darüber, den er Papst Clemens V. vorlegte. Darin wird Heinrich sehr positiv beschrieben. Der kaiserfreundliche Florentiner Dino Compagni pries das Erscheinen des zukünftigen Kaisers panegyrisch im dritten und letzten Buch seiner Chronik, die jedoch im Jahr 1312 endet. Compagni setzte hohe Erwartungen in Heinrich, vor allem hinsichtlich der Befriedung Reichsitaliens und einer Eindämmung der guelfischen Politik von Florenz. Albertino Mussato aus Padua verfasste eine ausführliche Geschichte des Romzugs in 16 Büchern (De gestis Henrici VII Cesaris). Mussato sympathisierte durchaus mit dem Kaiser und charakterisierte ihn sehr positiv, warf ihm aber sein Vorgehen gegen die Guelfen vor. Auch Giovanni da Cermenate wurde durch das Erscheinen des Kaisers in Italien dazu inspiriert, eine Geschichte des Romzugs zu verfassen, die wichtiges Material enthält. Ferreto de Ferreti aus Vicenza war wie Mussato und da Cermenate ein frühhumanistischer Gelehrter. Er behandelte den Romzug im Rahmen seines 1250 beginnenden Geschichtswerks recht ausführlich und lobte Heinrichs Charakter, wenngleich er der Erneuerung des Kaisertums eher distanziert gegenüberstand. Giovanni Villani schildert Heinrichs Italienzug im 9. Buch seiner bedeutenden Chronik. Wenngleich selbst florentinischer Guelfe, beurteilt er den Kaiser nicht abwertend, sondern ebenfalls wohlwollend und weist auf die Bedrohung hin, die Heinrich für die Guelfen und Robert von Neapel darstellte. Der Notar Giovanni di Lemmo aus Comugnori berücksichtigte in seinem bis 1319 reichenden Tagebuch (Diario) neben persönlichen Ereignissen auch den Italienzug. Er bietet dazu wertvolle Schilderungen. Heinrichs Erscheinen hat Giovanni offenbar beeindruckt, da er eigens nach Pisa reiste, um den römisch-deutschen König zu sehen. Guglielmo Cortusi aus Padua schrieb ein von 1237 bis 1358 reichendes Geschichtswerk, dessen Schwerpunkt auf den Ereignissen in der Lombardei liegt. Heinrich wird darin nicht ohne Sympathie beschrieben, wenngleich seine Eingriffe in die lokalen Angelegenheiten eher ablehnend vermerkt sind.
Die Chronisten aus dem deutschen Reichsteil (mit Ausnahme des Romzugteilnehmers Nikolaus von Butrinto) schildern Heinrichs Regierungszeit wesentlich knapper als die italienischen Geschichtsschreiber, wobei seine Tätigkeit nördlich der Alpen den Schwerpunkt bildet. Erwähnung findet er bei zahlreichen Chronisten, so bei Ottokar aus der Gaal (in dessen Reimchronik), Matthias von Neuenburg, Johann von Viktring, Peter von Zittau und Johannes von Winterthur. Anonym überliefert ist der sogenannte Imperator Heinricus, ein Tatenbericht zugunsten der Italienpolitik Heinrichs, den ein Mainzer Kleriker zeitnah zum Tod des Kaisers verfasste. Alle Darstellungen beschreiben Heinrich vorteilhaft und beurteilen seine Regierungszeit positiv.
Auch in zahlreichen lokalen Werken wurde Heinrichs Regierungszeit rezipiert. Besonders positiv geschah dies in der spätmittelalterlichen maas-moselländischen Literatur, in der er einen recht hohen Stellenwert erhielt.
Im Rahmen der Erinnerungspflege (memoria) des Hauses Luxemburg entstand im Auftrag Balduins von Trier um 1340 die berühmte Bilderchronik der Romfahrt, die das enge Zusammenwirken von Kaiser und Kurfürst betont, wenngleich die Bedeutung des Kaisers deutlich hervorgehoben wird. In dieser von vornherein tendenzgebundenen Darstellung erscheint Heinrich als gerechter Herrscher und guter Krieger.
Einen beeindruckenden literarischen Nachhall fand das Wirken Heinrichs in Dantes De Monarchia und in der Göttlichen Komödie. In letzterer tritt Heinrich als alto Arrigo in Erscheinung und wird von Dante stark glorifiziert.
In päpstlichen und angiovinischen Stellungnahmen und Gutachten, die im Rahmen des Prozesses Heinrichs gegen Robert von Anjou angefertigt wurden, wurde hingegen deutlich gegen die Universalpolitik Heinrichs Stellung bezogen. Besonders heftig polemisierten die Verfasser zweier Memoranden aus Neapel gegen den Kaiser und schließlich sogar gegen „die Deutschen“. Sie charakterisierten das Kaisertum als Faktor der Unruhe.

### Beurteilung in der Forschung
Die deutsche Mittelaltergeschichtsschreibung des 19. und auch des frühen 20. Jahrhunderts war primär an den „großen Dynastien“ orientiert, den Ottonen, Saliern und Staufern. Unter ihnen habe das „deutsche Reich“ im Mittelalter seinen Höhepunkt erreicht. Der moderne deutsche Nationalstaat war spät geschaffen worden, die sehr oft glorifizierende Betrachtung vor allem der hochmittelalterlichen Kaiserzeit sollte daher der geschichtlichen Sinnstiftung dienen. Dagegen galt das Spätmittelalter als Verfallszeit des Reiches, in der die Macht des Königtums schwand und die der Fürsten zunahm. Anachronistisch wurden moderne Vorstellungen auf das mittelalterliche römisch-deutsche Reich projiziert und die hochmittelalterliche Sinnstiftung auf die Spitze getrieben. Der spätmittelalterliche Niedergang des Kaisertums und die Uneinigkeit im Reich seien auf den Eigennutz der Fürsten zurückzuführen. Die Uneinigkeit habe bis zum Ende des Alten Reiches angedauert; erst durch die „zweite Reichsgründung“ 1871 habe das Reich wieder zu alter Stärke gefunden. Das Spätmittelalter wurde als Verfallszeit aufgefasst, über die selbst angesehene deutsche Mittelalterhistoriker im frühen 20. Jahrhundert kaum etwas Gutes zu berichten hatten.
Die neuere Forschung ist zu einer sehr viel differenzierteren und auch positiveren Bewertung des Spätmittelalters gekommen. Dieses stellt heute einen Schwerpunkt der deutschen Mediävistik dar, wenngleich das öffentliche Interesse immer noch vor allem dem Hochmittelalter gilt. Peter Moraw, der großen Anteil an der Neubewertung des deutschen Spätmittelalters hat, prägte dennoch 1985 den Begriff der „kleinen Könige“ für die Zeit von Rudolf von Habsburg bis Heinrich VII. Damit sollte aber nur verdeutlicht werden, dass diese Herrscher im Vergleich zu anderen Monarchen oft über nur geringe Ressourcen verfügten und ihren Aufstieg nicht alten, mächtigen Dynastien verdankten.
Leopold von Ranke urteilte am Ende des 19. Jahrhunderts: „Heinrich VII war kein großer Mann, aber gut, standhaft, barmherzig, voll echter und glänzender Ideen.“ Wenngleich Heinrich VII. auch in der älteren Forschung positiv gewürdigt wurde, so z. B. von Robert Davidsohn in dessen monumentaler Geschichte von Florenz, überwog doch lange Zeit die Einschätzung Heinrichs als naiver Träumer, der anachronistischen Ideen wie dem universalen Kaisertum nachgejagt und die politische Realität nicht genügend beachtet habe. Während Friedrich Schneider den Kaiser in seiner bis heute nicht ersetzten Biographie ahistorisch zu einem „Vertreter höheren Menschentums“ stilisierte, charakterisierte ihn William Bowsky in seiner grundlegenden Darstellung des Italienzugs als eher blauäugigen Schwärmer. Bei der Beurteilung seiner Universalpolitik wurde oft ein angebliches Auseinanderklaffen von Anspruch und Wirklichkeit beklagt. Vor allem warf man ihm Fehler bei der Einschätzung der italienischen Verhältnisse vor.
Diese Wertungen werden in der neueren Forschung in Frage gestellt. Bereits Heinz Thomas und Hartmut Boockmann hatten sich in ihren Überblicksdarstellungen zur Geschichte des deutschen Spätmittelalters recht vorteilhaft über Heinrichs Politik geäußert und seine Realpolitik betont. In neuerer Zeit haben Kurt-Ulrich Jäschke und Peter Thorau, die die grundlegende Neubearbeitung der betreffenden Regesta Imperii begonnen hatten (seit 2016 ist dafür Michel Margue zuständig), auf die Bedeutung der Politik Heinrichs VII. hingewiesen. Sie kommen zu einer wesentlich ausgewogeneren und recht positiven Gesamtbeurteilung. Nach dieser Einschätzung ist der Romzug nur durch den unerwartet frühen Tod Heinrichs gescheitert. Ob man allgemein von einem „italienischen Fiasko“ sprechen und dem Kaiser zudem irreale politische Ziele unterstellen kann, ist angesichts der durchaus erzielten Erfolge fraglich; aussichtslos war das Italienunternehmen keineswegs.
Das wissenschaftliche Interesse an Heinrich VII. ist in den vergangenen Jahren stark gestiegen. 2006 erschien nach jahrelanger Verzögerung die erste Lieferung der von Kurt-Ulrich Jäschke und Peter Thorau vollständig neu bearbeiteten Regesten Heinrichs. Sie werden zukünftig die Grundlage jeder Beschäftigung mit Heinrichs Regierungszeit darstellen, da mit ihrer Erstellung die Auswertung bislang unerschlossenen Archivmaterials verbunden ist, das ausführlich berücksichtigt und kommentiert wird. Dies betrifft vor allem Material aus italienischen Archiven, zumal das kaiserliche Archiv in Italien verblieb und anderes Material bislang nicht systematisch registriert und bearbeitet wurde. Die sorgfältige Darstellung Malte Heidemanns untersucht die wichtigsten Dokumente und den primär diplomatischen Schriftverkehr Heinrichs sowie die politischen Traktate seiner Zeit, blendet jedoch die historiographischen Quellen fast vollständig aus. Der von Ellen Widder 2008 herausgegebene Sammelband bietet Einblicke in neuere Detailforschungen zu Heinrich. Des Weiteren beschäftigten sich zwei wissenschaftliche Tagungen (2008 in Luxemburg und 2012 in Rom) mit dem Kaiser. Beide Tagungen waren auf Jubiläen bezogen. In der Konferenz in Luxemburg stand zum 700. Jahrestag der Wahl Heinrichs VII. das Thema Governance im 14. Jahrhundert im Mittelpunkt, d. h. die Organisation politischer Herrschaft bzw. Regierungstätigkeit. Die Ergebnisse dieser Tagung liegen bereits in gedruckter Form vor. Die internationale Konferenz in Rom wurde zum 700. Jahrestag der Kaiserkrönung Heinrichs VII. veranstaltet. Sie stellte den Aufstieg und die Bedeutung der Luxemburger als Herrscherdynastie in den Blickpunkt. Diese Tagungsergebnisse wurden 2016 publiziert. Eine aktuelle fachwissenschaftliche Biographie des ersten Luxemburgers auf dem römisch-deutschen Königsthron fehlt bislang.
Zusammenfassend lässt sich festhalten, dass Heinrichs erfolgreiche Hausmachtpolitik, seine ausgleichende Haltung in Deutschland und sein vehementes Beharren auf Reichsrechten und der traditionellen Reichsidee seine Intelligenz und Tatkraft erkennen lassen. Durch seinen frühen Tod ist seine Politik zwar gescheitert, doch war er keineswegs der naive Träumer, als der er in Teilen der älteren Forschung dargestellt wurde. Als Herrscher erwies sich der erste König aus dem Hause Luxemburg als gute Wahl, was etwa in einer aktuellen deutschen Handbuchdarstellung hervorgehoben wird.